# Armorial des communes de Meurthe-et-Moselle

Blasons territoriaux repris ci-dessous
Blason de Lorraine : D'or à la bande de gueules chargée de trois alérions d'argent.
Blason de Meurthe-et-Moselle : D'or à la bande de gueules chargée de trois alérions d'argent accostée de deux cotices ondées d'azur.
Blason de Bar : d'azur semé de croix recroisetées au pied fiché d'or, à deux bars adossés du même brochant sur le semé.
Blason de l’Évêché de Metz : de gueules à un dextrochère de carnation vêtu d'azur, mouvant d'une nuée d'argent, tenant une épée du même garnie d'or et accompagnée de deux cailloux du même.

- il comporte peu ou pas de sources.
- certaines figures sont encore dans un format bitmap et doivent être vectorisées.

Cette page dresse l'ensemble des armoiries connues (figures et blasonnements) des communes de Meurthe-et-Moselle disposant d'un blason à ce jour. Les communes ne disposant pas d'un blason, sont répertoriées à la fin de chaque initiale. 
- Haut – A
- B
- C
- D
- E
- F
- G
- H
- I
- J
- K
- L
- M
- N
- O
- P
- Q
- R
- S
- T
- U
- V
- W
- X
- Y
- Z

0 dessin(s) en attente (voir : )

## A
| Blason de Abaucourt | Blason  | De gueules à deux clefs d'or en sautoir à l'épée d'argent garnie d'or brochant sur le tout ; le tout accompagné à dextre et senestre de deux alérions d'argent. |
| Blason de Abaucourt | Détails | Le statut officiel du blason reste à déterminer. |

| Blason de Abbéville-lès-Conflans | Blason  | D'azur à la crosse abbatiale contournée d'or, adextrée d'un A d'argent et senestrée d'un V de même. |
| Blason de Abbéville-lès-Conflans | Détails | Le statut officiel du blason reste à déterminer.                                                    |

| Blason de Aboncourt | Blason  | D'or à trois tours d'azur maçonnées de sable, au canton gironné d'argent et de gueules de huit pièces. |
| Blason de Aboncourt | Détails | Le statut officiel du blason reste à déterminer.                                                       |

| Blason de Affléville | Blason  | Gironné d'or et d'azur de douze pièces, à l'écusson parti d'argent et de gueules brochant en cœur sur le tout. |
| Blason de Affléville | Détails | Le statut officiel du blason reste à déterminer.                                                               |

| Blason de Affracourt | Blason  | Burelé d'argent et de sable de dix pièces à deux léopards de gueules brochant sur le tout, celui de la pointe contourné. |
| Blason de Affracourt | Détails | Le statut officiel du blason reste à déterminer.                                                                         |

| Blason de Agincourt | Blason  | D'argent au lion de sinople.                     |
| Blason de Agincourt | Détails | Le statut officiel du blason reste à déterminer. |

| Blason de Aingeray | Blason  | D'azur à un cheval cabré d'argent, au chef cousu de gueules* chargé d'un soleil d'or, à deux crosses, l'une d'or et l'autre d'argent, passées en sautoir et brochant sur le tout. |
| Blason de Aingeray | Détails | * Ces armes emploient le terme « cousu » dans le seul but de contrevenir à la règle de contrariété des couleurs : elles sont fautives : gueules sur azur. Adopté en 1978.         |

| Blason de Allain | Blason  | Ecartelé : au 1er d'azur aux meneaux d'une fenêtre d'argent, au 2d d'or à un rencontre de bœuf de sable, au 3e d'or à un arbre arraché de sinople et au 4e d'azur à une plume d'oie d'argent mise en barre. |
| Blason de Allain | Détails | Adopté en septembre 2011. |

| Blason de Allamont | Blason  | Parti de gueules à un croissant d'argent, au chef du même chargé d'un lambel d'azur ; et d'or à deux clefs d'azur passées en sautoir.                                         |
| Blason de Allamont | Détails | Parti des armes de la maison d'ancienne chevalerie du nom, et des Clés de Saint-Pierre, saint patron de la paroisse du lieu. Le statut officiel du blason reste à déterminer. |

| Blason de Allamps | Blason  | Écartelé d'azur à deux bars adossés d'or accompagnés de quatre croisettes recroisetées au pied fiché du même, et d'azur à la coupe d'argent au chef cousu* de gueules chargé de trois cailloux d'argent.                                                           |
| Blason de Allamps | Détails | Les armes du Barois (aux places d'honneur) rappellent la protection assurée sur la ville par le Duc de Bar, dès 1388. Le chef cousu aux 2d et 3e est une concession des armoiries du Diocèse de Toul, dont dépend la paroisse du lieu. Armoiries adoptées en 1979. |

| Blason de Allondrelle-la-Malmaison | Blason  | Parti d'or à une clef de gueules, et du même à trois besants du premier rangés en pal; le tout sommé d'un chef ondé d'azur à une bague du premier à trois diamants au naturel mouvant du trait du chef.                                |
| Blason de Allondrelle-la-Malmaison | Détails | Le 1er symbolise Saint Étienne, patron de l'église d'Allondrelle. Le 2d Saint Nicolas, patron de l'église de la Malmaison. Le chef reprend les armes de l'abbaye de Saint Pierremont. Le statut officiel du blason reste à déterminer. |

| Blason de Amance | Blason  | D'argent au cep de vigne de sinople mouvant de la pointe et fruité de trois pièces de pourpre, au chef de gueules chargé d'un alérion d'argent. |
| Blason de Amance | Détails | Le statut officiel du blason reste à déterminer.                                                                                                |

| Blason de Amenoncourt | Blason  | De gueules à deux saumons adossés d'argent surmontés d'un chevron ployé du même. |
| Blason de Amenoncourt | Détails | Le statut officiel du blason reste à déterminer.                                 |

| Blason de Ancerviller | Blason  | D'azur à la bande d'argent accompagnée de onze billettes d'or posées en bande et ordonnées 2 et 4 en chef et 4 et 1 en pointe. |
| Blason de Ancerviller | Détails | Le statut officiel du blason reste à déterminer.                                                                               |

| Blason de Anderny | Blason  | Écartelé : aux 1er et 4e d'azur à deux bars adossés d'or accompagnés de quatre croisettes recroisetées au pied fiché du même, au 2d parti d'azur à trois coquilles d'argent rangées en pal et d'un fascé d'or et de gueules de huit pièces, au 3e de gueules à la clef d'or en pal. |
| Blason de Anderny | Détails | Outre le Barois aux places d'honneur de l'écartelé, le 2d reprend les armes de la famille de Lisseras, anciens seigneurs nobiliaires du lieu. La commune porte ces armes depuis 1973.                                                                                               |

| Blason de Andilly | Blason  | De gueules à la crosse abbatiale contournée d'or, accostée de deux croix recroisetées au pied fiché du même. |
| Blason de Andilly | Détails | Le statut officiel du blason reste à déterminer.                                                             |

| Blason de Angomont | Blason  | De gueules au cheval passant d'or, au chef d'argent chargé de trois alérions du champ. |
| Blason de Angomont | Détails | Adopté en 2007.                                                                        |

| Blason de Anoux | Blason  | D'or à l'aulne de sinople adextré d'une roue de gueules et senestré d'un tonneau du même cerclé d'argent, au chef de sable chargé d'une charrue contournée du champ, au soc d'argent. |
| Blason de Anoux | Détails | Création Pierrot Larwa. |

| Blason de Ansauville | Blason  | D'or à la bande de gueules chargée de trois alérions d'argent (qui est de Lorraine) ; à la champagne de sinople.                                                      |
| Blason de Ansauville | Détails | Armes du Duc de Lorraine, brisées d'une champagne de sinople représentant le Bois de la Reine, situé au sud du lieu. Le statut officiel du blason reste à déterminer. |

| Blason de Anthelupt | Blason  | De gueules à deux clés d'or passées en sautoir, cantonnées en chef d'une croisette recroisetée aux flancs d'une étoile, et en pointe d'un croissant, le tout d'argent. |
| Blason de Anthelupt | Détails | Le statut officiel du blason reste à déterminer. |

| Blason de Armaucourt | Blason  | Parti de sinople à une épée d'argent garnie d'or, et du même au favier ou tige de fève de sable. |
| Blason de Armaucourt | Détails | Le statut officiel du blason reste à déterminer.                                                 |

| Blason de Arnaville | Blason  | D'or à la bande de gueules chargée de trois alérions d'argent (qui est de Lorraine) accompagnée en chef de Saint Gorgon d'azur et en pointe d'une crosse et d'une épée de même. |
| Blason de Arnaville | Détails | Le statut officiel du blason reste à déterminer. |

| Blason de Arracourt | Blason  | De gueules à deux saumons adossés d'argent.      |
| Blason de Arracourt | Détails | Le statut officiel du blason reste à déterminer. |

| Blason de Arraye-et-Han | Blason  | De gueules à l'émanche renversé d'argent.                                                            |
| Blason de Arraye-et-Han | Détails | Ces armes seraient inspirées de celles de l'ancienne maison de Han (D'après l'armorial de Rietstap). |

| Blason de Art-sur-Meurthe | Blason  | D'or à la bande ondée de gueules, accompagnée en chef d'une anille de sable et en pointe d'un monde d'azur cintré et croiseté d'argent. |
| Blason de Art-sur-Meurthe | Détails | adopté en 1972. |

| Blason de Athienville | Blason  | D'argent à deux palmes de sinople mises en sautoir, accompagnées en chef d'une étoile et en pointe d'un croissant, le tout de gueules, à la fasce vivrée de deux pièces de gueules brochant sur le tout.                                                                                        |
| Blason de Athienville | Détails | Reprise des armes de la famille Protin, seigneurs du lieu au 17e siècle. La fasce (qui était standard sur le blason de ladite famille) est vivrée de deux pièces pour symboliser les deux jumelles aux pieds desquelles la commune est située. Le statut officiel du blason reste à déterminer. |

| Blason de Atton | Blason  | D'azur semé de croisettes recroisetées au pied fiché d'or, à deux pals d'argent brochants, celui de dextre ondé. |
| Blason de Atton | Détails | Adopté en 1992.                                                                                                  |

| Blason de Auboué | Blason  | D'argent au paysage vallonné de sinople, chargé d'un viaduc de deux arches et demie du champ, posé sur une rivière ondée d'azur mouvant de la pointe, au soleil non figuré d'or mouvant à senestre du paysage, sommé d'une croisette patriarcale de gueules. |
| Blason de Auboué | Détails | Adopté en 1998. |

| Blason de Audun-le-Roman | Blason  | D'azur à l'aqueduc de deux rangées d'arcades d'or maçonné de sable accompagné de trois clous d'argent. |
| Blason de Audun-le-Roman | Détails | Adopté le 27 janvier 1981.                                                                             |

| Blason de Autrepierre | Blason  | De gueules à deux saumons adossés d'argent accompagnés en chef d'une pierre d'or et en pointe d'une colombe fondante d'argent tenant en son bec la Sainte Ampoule d'or. |
| Blason de Autrepierre | Détails | Armes parlantes (pierre). Le statut officiel du blason reste à déterminer.                                                                                              |

| Blason de Autreville-sur-Moselle | Blason  | Taillé bandé ondé contre bandé ondé d'azur et d'argent de dix pièces chargé en chef à dextre d'un sautoir alésé de gueules et de trois sandres d'or disposés 1 - 2. |
| Blason de Autreville-sur-Moselle | Détails | Adopté le 13 novembre 1986. |

| Blason de Autrey | Blason  | De gueules à l'écusson d'or.                     |
| Blason de Autrey | Détails | Le statut officiel du blason reste à déterminer. |

| Blason de Avillers | Blason  | De sable à la croix d'or,cantonnée en chef dextre d'une fleur de lys du même. |
| Blason de Avillers | Détails | Le statut officiel du blason reste à déterminer.                              |

| Blason de Avrainville | Blason  | Coupé de gueules à quatre piles d'or et d'azur à la clef d'argent mise en fasce. |
| Blason de Avrainville | Détails | Le statut officiel du blason reste à déterminer.                                 |

| Blason de Avricourt | Blason  | De gueules aux deux saumons adossés d'argent, accompagnés en chef d'une rose du même, au chef d'or chargé d'un sanglier de sable défendu aussi d'argent. |
| Blason de Avricourt | Détails | Le statut officiel du blason reste à déterminer. |

| Blason de Avril | Blason  | Écartelé d'azur à la clé d'argent et d'or à l'aigle de sable. |
| Blason de Avril | Détails | Adopté le 18/01/1978                                          |

| Blason de Azelot | Blason  | Coupé : au premier d'argent à la tête de bouc de sable, au second de gueules au gril de supplice d'argent. |
| Blason de Azelot | Détails | Le statut officiel du blason reste à déterminer.                                                           |

| Blason de Azerailles | Blason  | D'azur à la bande d'or chargée d'un alérion de sable. |
| Blason de Azerailles | Détails | Le statut officiel du blason reste à déterminer.      |

- Haut – A
- B
- C
- D
- E
- F
- G
- H
- I
- J
- K
- L
- M
- N
- O
- P
- Q
- R
- S
- T
- U
- V
- W
- X
- Y
- Z

## B
| Blason de Baccarat | Blason  | Coupé : au premier de gueules au dextrochère de carnation armé d'argent, tenant une épée du même garnie d'or et accostée de deux besants aussi d'or, au second d'azur au gobelet d'argent. |
| Blason de Baccarat | Détails | Le statut officiel du blason reste à déterminer. |

| Blason de Badonviller | Blason  | De gueules semé de croisettes recroisetées au pied fiché d'or, aux deux saumons adossés du même, brochant sur le tout.       |
| Blason de Badonviller | Détails | Reprise des armes du Duché de Bar, avec un champ de gueules au lieu d'azur. Le statut officiel du blason reste à déterminer. |

| Blason de Bagneux | Blason  | Parti de Lorraine, et de gueules à trois cailloux d'argent rangés en pal (Diocèse de Toul). |
| Blason de Bagneux | Détails | Le statut officiel du blason reste à déterminer.                                            |

| Blason de Bainville-aux-Miroirs | Blason  | D'azur semé de croisettes pommettées au pied fiché d'or, à la croix d'argent brochant sur le tout. |
| Blason de Bainville-aux-Miroirs | Détails | Le statut officiel du blason reste à déterminer.                                                   |

| Blason de Bainville-sur-Madon | Blason  | D'azur à cinq étoiles d'or.                      |
| Blason de Bainville-sur-Madon | Détails | Le statut officiel du blason reste à déterminer. |

| Blason de Barbas | Blason  | De gueules à trois jumelles d'argent, à la bordure du même. |
| Blason de Barbas | Détails | Le statut officiel du blason reste à déterminer.            |

| Blason de Barbonville | Blason  | D'argent à la croix de gueules mouvant d'une plaine ondée d'azur, cantonnée en chef à dextre d'une lettre M onciale du même et à senestre d'un corbeau de sable. |
| Blason de Barbonville | Détails | Le statut officiel du blason reste à déterminer. |

| Blason de Barisey-au-Plain | Blason  | De gueules au chef d'argent chargé de deux têtes de maure de sable. |
| Blason de Barisey-au-Plain | Détails | Le statut officiel du blason reste à déterminer.                    |

| Blason de Barisey-la-Côte | Blason  | D'azur au chevron d'argent chargé de trois épis de blé de sable accompagné en chef d'une église d'argent accostée de deux croix pattées du même, et en pointe d'un cep de vigne du même. |
| Blason de Barisey-la-Côte | Détails | Devise: « sub oculis Dei, semper stare » (sous le regard de Dieu toujours sur pied). Adopté en octobre 2011.                                                                             |

| Blason de Les Baroches | Blason  | D’argent à la bande de gueules chargée de trois fontaines héraldiques d’or remplies d’azur, traversées de deux sources d’argent; accompagnée en chef d’un triangle vidé et en pointe d’une épée posée en bande le tout d’azur. |
| Blason de Les Baroches | Détails | Création Dominique Larcher, adoptée le 23 janvier 2013. |

| Blason de Baslieux | Blason  | D'azur à deux bars adossés d'or accompagnés de deux croisettes recroisetées au pied fiché du même en chef et en pointe, accostés de deux roses du même. Devise / Cri« Ballodium firmitatum » (Baslieux vigoureux). |
| Blason de Baslieux | Détails | Le statut officiel du blason reste à déterminer. |

| Blason de Bathelémont | Blason  | D'azur à la fasce d'or accompagnée en chef de deux besants d'argent, à la clef d'argent brochant sur le tout. |
| Blason de Bathelémont | Détails | Création Serge Husson. Adopté en février 2012.                                                                |

| Blason de Batilly | Blason  | Mi parti de Bar, et d'argent à la fasce de gueules chargée d'une cotice contre bretessée d'argent et accompagnée en chef d'une charrue antique de sable et en pointe de deux pics de sable en sautoir. |
| Blason de Batilly | Détails | Le statut officiel du blason reste à déterminer. |

| Blason de Battigny | Blason  | Burelé d'argent et de sable de dix pièces à la bande de gueules chargée de trois abeilles d'or. |
| Blason de Battigny | Détails | Le statut officiel du blason reste à déterminer.                                                |

| Blason de Bauzemont | Blason  | D'azur à la clé d'argent.                        |
| Blason de Bauzemont | Détails | Le statut officiel du blason reste à déterminer. |

| Blason de Bayon | Blason  | D'or à la croix de gueules, au franc-quartier d'argent chargé d'un lion de sable armé et lampassé de gueules, couronné d'or, sur le tout, d'argent à la bande de gueules chargée de trois alérions d'argent. |
| Blason de Bayon | Détails | Le statut officiel du blason reste à déterminer. |

| Blason de Bayonville-sur-Mad | Blason  | De gueules à la roue de moulin d'argent accompagnée en chef de deux croisettes patriarcales couronnées d'or et en pointe d'une fasce ondée abaissée d'argent. |
| Blason de Bayonville-sur-Mad | Détails | adopté en 1981. |

| Blason de Bazailles | Blason  | Écartelé de gueules au dextrochère de carnation vêtu d'azur et mouvant d'une nuée d'argent, tenant une épée du même garnie d'or et accostée de deux cailloux du même (Évêché de Metz) ; et d'azur à la couronne du Saint-Empire d'or soutenue d'un monde cintré et croiseté du même. |
| Blason de Bazailles | Détails | Le statut officiel du blason reste à déterminer. |

| Blason de Beaumont | Blason  | Écartelé de Bar à la bordure engrêlée de gueules, et du même à la croix d'argent. |
| Blason de Beaumont | Détails | Différences entre dessin et blasonnement : Bar est semé. Écartelé des armes des Pierrefort, branche cadette des Comtes de Bar, et de la famille d'Apremont, qui toutes deux possédèrent le lieu. Le statut officiel du blason reste à déterminer. |

| Blason de Béchamps | Blason  | De sinople à la gerbe de blé d'or liée de gueules. |
| Blason de Béchamps | Détails | Le statut officiel du blason reste à déterminer.   |

| Blason de Belleau | Blason  | De gueules à cinq roses d'argent boutonnées du champ. |
| Blason de Belleau | Détails | Le statut officiel du blason reste à déterminer.      |

| Blason de Belleville | Blason  | D'argent à l'olivier terrassé de sinople, accompagné en chef de deux tours de gueules, au chef d'azur chargé d'un lion léopardé d'or. |
| Blason de Belleville | Détails | Blason adopté en 1985. |

| Blason de Bénaménil | Blason  | D'or à la bande de gueules chargée de trois abeilles du champ, accompagnée de deux lions du second. |
| Blason de Bénaménil | Détails | Le statut officiel du blason reste à déterminer.                                                    |

| Blason de Benney | Blason  | D'argent à trois chevrons de gueules, au chef du même chargé de trois alérions du champ. |
| Blason de Benney | Détails | Le statut officiel du blason reste à déterminer.                                         |

| Blason de Bernécourt | Blason  | Coticé de gueules et d'argent de dix pièces, au chef d'or chargé de trois croisettes recroisetées au pied fiché d'azur. |
| Blason de Bernécourt | Détails | Le statut officiel du blason reste à déterminer.                                                                        |

| Blason de Bertrambois | Blason  | Coupé d'or à l'étoile à six rais de gueules, à la bordure du même ; et d'argent à un arbre terrassé de sinople. |
| Blason de Bertrambois | Détails | Le statut officiel du blason reste à déterminer.                                                                |

| Blason de Bertrichamps | Blason  | Coupé de l'Évêché de Metz, et d'or à trois bandes d'azur chargées de l'agneau pascal d'argent. |
| Blason de Bertrichamps | Détails | Bertrichamps adopta ce blason le 12 juin 1978                                                  |

| Blason de Bettainvillers | Blason  | De gueules à la bande d'argent accompagnée en chef d'une rose de même. |
| Blason de Bettainvillers | Détails | Le statut officiel du blason reste à déterminer.                       |

| Blason de Beuveille | Blason  | Coupé d'un parti de deux et d'un parti, ce qui fait cinq quartiers. Au 1er d'or à l'engrenage de sable ; au 2d de gueules à deux pals d'argent, au porc au naturel brochant sur le tout ; au 3e d'azur à l'épi de blé d'or ; au 4e de Bar ; au 5e de Lorraine. |
| Blason de Beuveille | Détails | Le statut officiel du blason reste à déterminer. |

| Blason de Beuvezin | Blason  | Tranché d'azur à la roue de moulin d'or et d'argent à sept pals ondés d'azur à l'écusson d'argent chargé d'une croix de gueules brochant sur les pals. |
| Blason de Beuvezin | Détails | Blason adopté en octobre 2011. |

| Blason de Beuvillers | Blason  | Coupé au 1er parti d'azur semé de croix recroisetées au pied fiché d'or à deux bars adossés de même et de gueules au rencontre de bœuf d'argent. Au 2e écartelé en sautoir au 1 - 4 d'or à deux roses de gueules et aux 2 - 3 d'azur à deux roses d'or. |
| Blason de Beuvillers | Détails | Différences entre dessin et blasonnement : semé de croisette. adopté en 1980. |

| Blason de Bey-sur-Seille | Blason  | D'azur à la fasce ondée d'argent accompagnée en chef d'un B majuscule d'or et en pointe d'un caillou d'or. |
| Blason de Bey-sur-Seille | Détails | Le statut officiel du blason reste à déterminer.                                                           |

| Blason de Bezange-la-Grande | Blason  | De gueules à la crosse abbatiale d'or accostée de deux saumons adossés d'argent. |
| Blason de Bezange-la-Grande | Détails | Le statut officiel du blason reste à déterminer.                                 |

| Blason de Bezaumont | Blason  | D'or à l'émanche de gueules sur lequel broche une crosse épiscopale de l'un en l'autre accostée à dextre d'un cierge d'argent allumé d'or et à senestre d'un M antique d'argent couronné de même. |
| Blason de Bezaumont | Détails | Le statut officiel du blason reste à déterminer. |

| Blason de Bicqueley | Blason  | D'azur à la crosse épiscopale de l'évêque de Toul d'or, adextrée d'une grappe de raisin feuillée brochant sur un tonneau et senestrée d'une faucille brochant sur trois épis de blés rangés en fasce, le tout du même. |
| Blason de Bicqueley | Détails | Adopté en 1979. |

| Blason de Bienville-la-Petite | Blason  | D'or aux quatre fasces ondées d'azur, à un plant de roseaux de trois tiges d'argent, feuillé de deux pièces du même brochant sur le tout. |
| Blason de Bienville-la-Petite | Détails | Création Jean-François Binon. Adopté le 6 novembre 2007.                                                                                  |

| Blason de Bionville | Blason  | De sinople à trois scies de bûcheron d’argent.   |
| Blason de Bionville | Détails | Le statut officiel du blason reste à déterminer. |

| Blason de Blainville-sur-l'Eau | Blason  | D'argent à la croix de gueules engrêlée du champ. |
| Blason de Blainville-sur-l'Eau | Détails | Le statut officiel du blason reste à déterminer.  |

| Blason de Blâmont | Blason  | D'argent à deux saumons adossés de gueules accompagnés en chef d'une rose de même. |
| Blason de Blâmont | Détails | Le statut officiel du blason reste à déterminer.                                   |

| Blason de Blémerey | Blason  | De gueules à la roue de moulin d'or accostée de deux saumons d'argent soutenus d'une rivière ondée de même mouvant de la pointe. |
| Blason de Blémerey | Détails | Le statut officiel du blason reste à déterminer.                                                                                 |

| Blason de Blénod-lès-Pont-à-Mousson | Blason  | D'or à une usine à deux cheminées de sable ouverte et ajourée d'argent, accostée de deux éclairs d'azur mouvant des flancs de l'écu, soutenue de trois anneaux de sable mis en fasce, le tout accompagné en chef d'un écu de gueules chargé d'une croix de Lorraine d'argent. |
| Blason de Blénod-lès-Pont-à-Mousson | Détails | Le statut officiel du blason reste à déterminer. |

| Blason de Blénod-lès-Toul | Blason  | D'azur à la croix d'argent cantonnée de quatre dés du même à un point de sable. |
| Blason de Blénod-lès-Toul | Détails | Le statut officiel du blason reste à déterminer.                                |

| Blason de Boismont | Blason  | D'azur à l'épée d'argent garnie d'or brochant sur deux pics d'argent en sautoir et accostée en pointe de deux cailloux d'or, à la roue de moulin d'or brochant sur le tout. |
| Blason de Boismont | Détails | La municipalité utilise ce blason depuis 1986. |

| Blason de Boncourt | Blason  | D'azur à une voile de navire d'or.               |
| Blason de Boncourt | Détails | Le statut officiel du blason reste à déterminer. |

| Blason de Bonviller | Blason  | D'azur à la fasce ondée d'or accompagnée en chef d'un bœuf d'argent et en pointe d'un lion léopardé contourné du même et senestré d'une étoile d'or. |
| Blason de Bonviller | Détails | Le statut officiel du blason reste à déterminer. |

| Blason de Borville | Blason  | Bandé d'or et d'azur de six pièces, à la bordure engrêlée de gueules, l'écu chargé d'une clef d'argent et d'une épée de même mises en sautoir. |
| Blason de Borville | Détails | Le statut officiel du blason reste à déterminer.                                                                                               |

| Blason de Boucq | Blason  | D'azur à la croix d'argent.                      |
| Blason de Boucq | Détails | Le statut officiel du blason reste à déterminer. |

| Blason de Bouillonville | Blason  | De gueules à la croix d'argent cantonnée de quatre roses d'or.                                               |
| Blason de Bouillonville | Détails | Conflit héraldique : le dessin ne présente que trois roses. Le statut officiel du blason reste à déterminer. |

| Blason de Bouvron | Blason  | De gueules au bœuf d'argent brochant sur une crosse abbatiale d'or.      |
| Blason de Bouvron | Détails | Armes parlantes. (bœuf) Le statut officiel du blason reste à déterminer. |

| Blason de Bouxières-aux-Chênes | Blason  | D'or au chêne parti de sinople et de sable.                                |
| Blason de Bouxières-aux-Chênes | Détails | Armes parlantes. (chênes) Le statut officiel du blason reste à déterminer. |

| Blason de Bouxières-aux-Dames | Blason  | De gueules à la croix de Lorraine d'or mouvant de la pointe et du chef, chargée en coeur d'un carré posé en losange d'azur surchargé du sceau d'argent du chapitre des Dames Chanoinesses de Bouxières. |
| Blason de Bouxières-aux-Dames | Détails | Armes parlantes. (dames) Le statut officiel du blason reste à déterminer. |

| Blason de Bouxières-sous-Froidmont | Blason  | D'argent au rameau de buis de sinople mis en pointe ; chapé d'azur. |
| Blason de Bouxières-sous-Froidmont | Détails | Le statut officiel du blason reste à déterminer.                    |

| Blason de Bouzanville | Blason  | Burelé d'argent et de sable; chapé d'or chargé en chef de deux lettres capitales B adossées de gueules. |
| Blason de Bouzanville | Détails | Le statut officiel du blason reste à déterminer.                                                        |

| Blason de Brainville | Blason  | Coupé: au 1er d'azur à deux tonneaux d'or cerclés de gueules, couchés et rangés en fasce, au 2e d'argent à la hure de sanglier de sable, défendue et lampassée de gueules. |
| Blason de Brainville | Détails | Le statut officiel du blason reste à déterminer. |

| Blason de Bralleville | Blason  | D'azur au dauphin d'argent nageant; au chef d'or à la bande de gueules chargée de trois alérions aussi d'argent |
| Blason de Bralleville | Détails | Création J-F Binon,Admission le 16 juin 2009                                                                    |

| Blason de Bratte | Blason  | D'argent à la montagne à six coupeaux de sinople surmontée à dextre d'un M majuscule couronné d'azur et à senestre d'une faux en pal de même. |
| Blason de Bratte | Détails | Le blason est utilisé par la municipalité depuis 1986.                                                                                        |

| Blason de Bréhain-la-Ville | Blason  | D'azur à deux barbeaux adossés d'or accostés de deux croix de Lorraine de même, accompagnés en chef et en pointe de deux croix recroisetées d'argent ; au chef de gueules à la crosse abbatiale d'or posée en fasce. |
| Blason de Bréhain-la-Ville | Détails | * Il y a là non-respect de la règle de contrariété des couleurs : ces armes sont fautives (gueules sur azur). Le statut officiel du blason reste à déterminer.                                                       |

| Blason de Bréménil | Blason  | D'argent à la roue de moulin d'azur surmontée d'une étoile de gueules, le tout chaussé de gueules chargé de deux saumons adossés d'argent. |
| Blason de Bréménil | Détails | Le statut officiel du blason reste à déterminer.                                                                                           |

| Blason de Brémoncourt | Blason  | D'or à la bande de gueules chargée d'une étoile d'or entre deux alérions d'argent, la bande accompagnée en chef d'une tête de loup arrachée de sable allumée du champ et lampassée de gueules, et en pointe d'une tour de sable ajourée et ouverte du champ. |
| Blason de Brémoncourt | Détails | Le statut officiel du blason reste à déterminer. |

| Blason de Briey | Blason  | D'or aux trois pals alésés et fichés de gueules rangés en fasce. |
| Blason de Briey | Détails | Le statut officiel du blason reste à déterminer.                 |
| Blason de Briey | Alias   | Anciennement : D'azur, à trois pals pointés d'or.                |

| Blason de Brin-sur-Seille | Blason  | Écartelé en sautoir d'or et de gueules au pal ondé d'azur accompagné de deux saumons d'argent. Devise / Cri« Brin je suis, arbre serai ». |
| Blason de Brin-sur-Seille | Détails | La municipalité utilise ce blason depuis 1978.                                                                                            |

| Blason de Brouville | Blason  | De gueules à la tour d’or maçonnée et ajourée de sable accostée de deux saumons adossés d’argent. |
| Blason de Brouville | Détails | Le statut officiel du blason reste à déterminer.                                                  |

| Blason de Bruley | Blason  | D'argent à la vigne de sinople fruitée de pourpre au chef d'azur chargé d'un tau d'argent accompagné de deux fleurs de lys d'or. |
| Blason de Bruley | Détails | Le statut officiel du blason reste à déterminer.                                                                                 |

| Blason de Bruville | Blason  | Fascé ondé enté d'or et d'azur de six pièces, au franc-quartier de gueules chargé d'une croix recroisetée et au pied fiché d'argent. |
| Blason de Bruville | Détails | Le statut officiel du blason reste à déterminer.                                                                                     |

| Blason de Buissoncourt | Blason  | D'argent, à deux fasces ondées abaissées d'azur, à la crosse épiscopale de gueules mouvant de la pointe et brochant sur le tout, l'écu chapé de gueules, à deux croix de Lorraine d'or. |
| Blason de Buissoncourt | Détails | Le statut officiel du blason reste à déterminer. |

| Blason de Bulligny | Blason  | Losangé d'or et de sable.                        |
| Blason de Bulligny | Détails | Le statut officiel du blason reste à déterminer. |

| Blason de Bures | Blason  | D’azur à une planche à voile d'or sur un lac d’argent accompagnée en chef de deux clés du même passées respectivement en sautoir avec deux épées d'argent |
| Blason de Bures | Détails | Le statut officiel du blason reste à déterminer. |

| Blason de Buriville | Blason  | Écartelé de gueules au dextrochère de carnation vêtu d'azur, mouvant d'un nuage d'argent, tenant une épée d'argent garnie d'or accostée de deux cailloux du même (Évêché de Metz) ; et d'argent à deux saumons adossés de gueules (de Salm). |
| Blason de Buriville | Détails | Le statut officiel du blason reste à déterminer. |

| Blason de Burthecourt-aux-Chênes | Blason  | D'or à la bande de gueules chargée de trois alérions d'argent accompagnée de deux branches de chêne de sinople, englantées de gueules. |
| Blason de Burthecourt-aux-Chênes | Détails | Armes parlantes. (branches de chênes) Le statut officiel du blason reste à déterminer.                                                 |

- Haut – A
- B
- C
- D
- E
- F
- G
- H
- I
- J
- K
- L
- M
- N
- O
- P
- Q
- R
- S
- T
- U
- V
- W
- X
- Y
- Z

## C
| Blason de Ceintrey | Blason  | Écartelé : au premier d'argent aux quatre lionceaux de gueules, armés, lampassés et couronnés d'or, au deuxième losangé de gueules et d'or, au troisième de gueules aux deux saumons adossés d'argent accompagnés de quatre croisettes recroisetées au pied fiché du même, au quatrième d'or au lion de sable. |
| Blason de Ceintrey | Détails | Le statut officiel du blason reste à déterminer. |

| Blason de Cerville | Blason  | Parti au 1er d'argent au lion de sable couronné de même, armé et lampassé de gueules; et au 2e d'argent au tigre lionné d'azur tenant entre ses pattes une masse d'armes d'or. |
| Blason de Cerville | Détails | Le statut officiel du blason reste à déterminer. |

| Blason de Chaligny | Blason  | Parti au 1er coupé de gueules à la bande d’argent et de gueules à l'aigle aussi d'argent ; au 2e d'or à la bande de gueules chargée de trois alérions d'argent. |
| Blason de Chaligny | Détails | Le statut officiel du blason reste à déterminer. |

| Blason de Chambley-Bussières | Blason  | De sable à la croix d'argent cantonnée de quatre fleurs de lys d'or. |
| Blason de Chambley-Bussières | Détails | Le statut officiel du blason reste à déterminer.                     |

| Blason de Champenoux | Blason  | Parti de gueules au Saint Barthélemy d'argent auréolé d'or ; au 2e coupé d'azur à trois besants d'or au chef d'argent chargé d'un léopard de gueules, et d'azur à une tour d'argent maçonnée de sable accompagnée de trois croix fleuronnées d'or mal ordonnées. |
| Blason de Champenoux | Détails | Utilisé depuis 1990 |

| Blason de Champey-sur-Moselle | Blason  | D'azur à la fasce ondée d'argent chargée d'un triangle de gueules et accompagnée de trois molettes d'or. |
| Blason de Champey-sur-Moselle | Détails | Le statut officiel du blason reste à déterminer.                                                         |

| Blason de Champigneulles | Blason  | De gueules à la fasce ondée abaissée d'argent, surmontée d'une hure de sanglier d'or, défendue d'argent, adextrée d'une épée basse d'argent, garnie d'or, posée en bande, et senestrée d'un râteau du même posé en barre, la pointe de l'épée et le manche du râteau passés en sautoir ; au chef d'azur à l'aigle d'argent, ses serres empiétant un phylactère du même chargé de inscription « CARITAS PIETAS » en lettres capitales de sable, tenant dans son bec l'anneau d'or de saint Arnould; à la fleur de lis d'or brochant à la fois sur le chef et sur le champ. |
| Blason de Champigneulles | Détails | * Il y a là non-respect de la règle de contrariété des couleurs : ces armes sont fautives (gueules sur azur). Devise : « in campo per aquam ignem at que sanguinem ». |

| Blason de Chanteheux | Blason  | D'argent au rencontre de buffle de sable accorné et bouclé d'or, surmonté d'un couteau contourné de gueules. |
| Blason de Chanteheux | Détails | Le statut officiel du blason reste à déterminer.                                                             |

| Blason de Chaouilley | Blason  | Burelé d'argent et de sable aux trois cailloux de gueules brochants.                                 |
| Blason de Chaouilley | Détails | Armes parlantes. (proximité avec le mot "cailloux") Le statut officiel du blason reste à déterminer. |

| Blason de Charency-Vezin | Blason  | Écartelé aux 1 et 4 de gueules à une poche de fondeur d'argent et une crosse épiscopale d'or en sautoir, aux 2 et 3 de sinople à une roue de moulin d'or accompagnée de deux burelles ondées d'argent ; à la croix estrée d'or brochant sur la partition; sur le tout, d'azur à trois poissons d'argent posés en fasces et rangés en pal, surmontés d'une couronne d'or. |
| Blason de Charency-Vezin | Détails | Adopté en 1992. |

| Blason de Charey | Blason  | D'argent à trois fasces de gueules, accompagnées de six mouchetures d'hermine de sable posées 3-2-1, au chef de gueules chargé de trois annelets d'or. |
| Blason de Charey | Détails | Devise: « loyal, antique et vaillant ». |

| Blason de Charmes-la-Côte | Blason  | Tranché d'argent au charme de sinople, et de gueules à l'écusson losangé d'or et de sable. |
| Blason de Charmes-la-Côte | Détails | Armes parlantes. (charme) Le statut officiel du blason reste à déterminer.                 |

| Blason de Charmois | Blason  | Ecartelé au 1 d’or à trois tourteaux de gueules, au 2 d’argent à la croix de gueules frettée d’or, au 3 d’argent à la croix engrêlée de gueules, au 4 d’or à la crosse de gueules. |
| Blason de Charmois | Détails | Le statut officiel du blason reste à déterminer. |

| Blason de Chaudeney-sur-Moselle | Blason  | D'argent à la bande de gueules chargée de trois cailloux d'argent accompagnée d'un cep de vigne au naturel en chef et d'un dé d'azur en pointe. |
| Blason de Chaudeney-sur-Moselle | Détails | Adopté en 1983. |

| Blason de Chavigny | Blason  | Écartelé au 1er de gueules à une tour d'argent, au 2e d'or à une feuille de chêne de sinople mise en bande, au 3e d'or à une grappe de raisin de pourpre tigée de sinople mise en bande, au 4e de gueules à une lampe de mineur d'argent allumée d'or ; sur le tout, d'azur à l'épée d'argent garnie d'or soutenant une couronne de même et accostée de deux fleurs de lys d'or. |
| Blason de Chavigny | Détails | Armes parlantes. (grappe de raisin, référence à la vigne) Le statut officiel du blason reste à déterminer. |

| Blason de Chazelles-sur-Albe | Blason  | D'argent au pal ondé de France accompagné de deux saumons adossés de gueules. |
| Blason de Chazelles-sur-Albe | Détails | Le statut officiel du blason reste à déterminer.                              |

| Blason de Chenevières | Blason  | Ecartelé au 1° de gueules à l'alérion d'argent, au 2° d'azur à la crosse d'or, au 3° d'azur à l'épée d'argent garnie d'or, au 4° de gueules à la roue de moulin sur une rivière ondée le tout d'argent. |
| Blason de Chenevières | Détails | Le statut officiel du blason reste à déterminer. |
| Blason de Chenevières | Alias   | D'or au chanvre de sinople mouvant de la pointe, accompagné en chef de deux meules de gueules. |

| Blason de Chenicourt | Blason  | D'azur à la croix alésée recroisetée d'or, le montant en chef de deux traverses, à l'agneau pascal d'argent brochant sur le tout. |
| Blason de Chenicourt | Détails | Adopté en septembre 1987. |

| Blason de Chenières | Blason  | D'or à la croix de gueules cantonnée de quatre branches de chêne de sinople.          |
| Blason de Chenières | Détails | Armes parlantes. (branches de chêne) Le statut officiel du blason reste à déterminer. |

| Blason de Choloy-Ménillot | Blason  | D'azur au lion d'argent, la queue fourchue et passée en sautoir, armé, lampassé de gueules et couronné d'or, tenant une épée d'argent garnie d'or; à la bordure engrêlée d'or. |
| Blason de Choloy-Ménillot | Détails | Le statut officiel du blason reste à déterminer. |

| Blason de Cirey-sur-Vezouze | Blason  | De gueules au dextrochère de carnation vêtu d'azur, mouvant d'un nuage d'argent, tenant une épée d'argent garnie d'or accostée de deux cailloux aussi d'or. |
| Blason de Cirey-sur-Vezouze | Détails | Reprise des armes de l'Éveché de Metz. Le statut officiel du blason reste à déterminer.                                                                     |

| Blason de Clayeures | Blason  | D’or à la tour de sable ajourée et ouverte du champ, accostée de deux bracelets ouverts à dextre adossés de gueules. |
| Blason de Clayeures | Détails | Le statut officiel du blason reste à déterminer.                                                                     |

| Blason de Clémery | Blason  | D'argent au chef de gueules chargé d'une aigle d'or. |
| Blason de Clémery | Détails | Le statut officiel du blason reste à déterminer.     |

| Blason de Clérey-sur-Brenon | Blason  | D'argent à la fasce ondée d'azur chargée d'un léopard d'or, l'écu vêtu d'un burelé d'argent et de sable de dix pièces. |
| Blason de Clérey-sur-Brenon | Détails | Le statut officiel du blason reste à déterminer.                                                                       |

| Blason de Coincourt | Blason  | De gueules à la crosse d'argent accompagnée de six étoiles d'or, rangées en pal, trois sur chaque flanc. |
| Blason de Coincourt | Détails | Le statut officiel du blason reste à déterminer.                                                         |

| Blason de Colmey | Blason  | D'azur semé de croix recroisetées au pied fiché d'or, à deux bars adossés de même brochants, à l'émanché de deux pièces d'argent brochant sur le tout. |
| Blason de Colmey | Détails | Le statut officiel du blason reste à déterminer. |

| Blason de Colombey-les-Belles | Blason  | D'azur à un écusson d'argent. |
| Blason de Colombey-les-Belles | Détails | Adopté en 1953.               |

| Blason de Conflans-en-Jarnisy | Blason  | De sinople au chevron renversé et ondé d'argent, accompagné en chef d'une montagne surmontée d'un château ruiné d'or. |
| Blason de Conflans-en-Jarnisy | Détails | Adopté vers 1953 |

| Blason de Cons-la-Grandville | Blason  | D'argent à cinq roses de gueules ordonnées 1, 2 et 2, feuillées de sinople et posées sur une seule tige de même mouvant de la pointe. |
| Blason de Cons-la-Grandville | Détails | Le statut officiel du blason reste à déterminer.                                                                                      |

| Blason de Cosnes-et-Romain | Blason  | Écartelé: au 1er de sinople à la tierce ondée alésée d'argent en pal, au 2e de pourpre à l'épi de blé d'or, au 3e d'azur à la hache d'argent emmanchée de sable en barre fendant une souche arrachée du même, au 4e d'or au wagonnet de sable enflammé de gueules; sur le tout, d'azur semé de croisettes recroisetées au pied fiché d'or, à deux bars adossés de même brochants . |
| Blason de Cosnes-et-Romain | Détails | Adopté en 1980. |

| Blason de Courbesseaux | Blason  | De gueules à la bande ondée d’argent, chargée en chef d’une étoile d’azur, accompagnée en chef d’un épi de blé feuillé d’or, et en pointe d’un canon d’argent affûté de même. |
| Blason de Courbesseaux | Détails | Différences entre dessin et blasonnement : étoile à plomb ou pas ?. Le statut officiel du blason reste à déterminer.                                                          |

| Blason de Courcelles | Blason  | Burelé d'argent et de sable de dix pièces ; sur le tout, d'or à trois croisettes d'azur. |
| Blason de Courcelles | Détails | Adopté en 1990.                                                                          |

| Blason de Coyviller | Blason  | D'or à la croix de gueules ; sur le tout, d'argent au lion de sable couronné d'or armé et lampassé de gueules. |
| Blason de Coyviller | Détails | Adopté en 1993.                                                                                                |

| Blason de Crantenoy | Blason  | D'argent à trois chardons feuillés de sinople fleuris de pourpre sur une terrasse de sinople ; au chef d'azur chargé d'un loup d'or adextré d'une étoile de même. |
| Blason de Crantenoy | Détails | Le statut officiel du blason reste à déterminer. |

| Blason de Crépey | Blason  | D'or au pairle réduit courbé de gueules accompagné en chef d'un fer à cheval de sable, à dextre d'un arbre de sinople et à senestre d'une gerbe de blé du même ; au chef ondé d'azur chargé d'un alérion d'argent accosté à dextre d'un caillou d'argent et à senestre d'un grelot du même. |
| Blason de Crépey | Détails | Blason adopté en septembre 2011. |

| Blason de Crévéchamps | Blason  | D'argent au mont de sable enflammé de gueules ; à la crosse abbatiale d'or brochant sur le tout. |
| Blason de Crévéchamps | Détails | Le statut officiel du blason reste à déterminer.                                                 |

| Blason de Crévic | Blason  | D'or à la croix de sable; au franc-canton de gueules chargé d'une tour d'argent. |
| Blason de Crévic | Détails | Le statut officiel du blason reste à déterminer.                                 |

| Blason de Crézilles | Blason  | Coupé de Lorraine, et de gueules à trois coquilles d'argent. |
| Blason de Crézilles | Détails | Le statut officiel du blason reste à déterminer.             |

| Blason de Crion | Blason  | Parti de Lorraine, et d'azur au sautoir d'or.    |
| Blason de Crion | Détails | Le statut officiel du blason reste à déterminer. |

| Blason de Croismare | Blason  | Coupé parti de gueules au vase d’or, et losangé d’or et de gueules; et d’azur au léopard d’or armé et lampassé de gueules. |
| Blason de Croismare | Détails | Le statut officiel du blason reste à déterminer.                                                                           |

| Blason de Crusnes | Blason  | Écartelé d’argent à un trèfle de sinople, et de gueules à un pic de mineur d'argent, à la fasce ondée d'azur brochant sur le coupé. |
| Blason de Crusnes | Détails | Le statut officiel du blason reste à déterminer.                                                                                    |

| Blason de Custines | Blason  | Deux écus accolés :(1) D'or (D'argent) au château constitué de deux tours hautes de sable mouvant d'un mur crénelé du même, lui-même mouvant de la pointe, lesdites tours accompagnées en cœur d’un écusson d'azur à deux bars adossés d'or et côtoyés de deux fers de faux d'argent, aux flancs de deux fers de faux d'azur affrontés en pal et, au point du chef, de la lettre capitale gothique C de gueules. (2) Écartelé d'azur (d’argent) à la bande d'or (de sable) coticée du même, et de sable à cinq fleurs de lis d’argent. |
| Blason de Custines | Détails | Le statut officiel du blason reste à déterminer. |

| Blason de Cutry | Blason  | Écartelé au 1er de Bar ; au 2d d'azur au chevron d'argent accompagné de trois merlettes d'or ; au 3e d'azur au sautoir d'argent chargé en cœur d'une tête de lion arrachée de gueules, au lambel de même ; et au 4e d'or à la croix d'azur. |
| Blason de Cutry | Détails | Différences entre dessin et blasonnement : le 1er n'est pas semé. Le statut officiel du blason reste à déterminer. |

- Haut – A
- B
- C
- D
- E
- F
- G
- H
- I
- J
- K
- L
- M
- N
- O
- P
- Q
- R
- S
- T
- U
- V
- W
- X
- Y
- Z

## D
| Blason de Damelevières | Blason  | D'or à la bande de gueules chargée en chef d'une étoile d'or à plomb. Devise / Cri« Damelevières, de quoi s'y plaire ». |
| Blason de Damelevières | Détails | Le statut officiel du blason reste à déterminer.                                                                        |

| Blason de Dampvitoux | Blason  | De sinople à trois tours d’or maçonnées de sable.                                                                                  |
| Blason de Dampvitoux | Détails | Conflit héraldique : le dessin présente les tours aussi ajourées de sable. Création Dominique Larcher. Adopté le 5 septembre 2014. |

| Blason de Deneuvre | Blason  | De gueules à deux saumons adossés d'argent au chef de même chargé d'un écu d'azur mis en cœur à une fleur de lys d'or. |
| Blason de Deneuvre | Détails | Le statut officiel du blason reste à déterminer.                                                                       |

| Blason de Deuxville | Blason  | Parti de gueules à la lettre onciale M majuscule couronnée, et d'or à la hure de sanglier allumée et défendue d'argent, de l'un en l'autre. |
| Blason de Deuxville | Détails | Le statut officiel du blason reste à déterminer.                                                                                            |

| Blason de Diarville | Blason  | Burelé d'argent et de sable de dix pièces chargé de deux clefs de gueules en sautoir. |
| Blason de Diarville | Détails | Le statut officiel du blason reste à déterminer.                                      |

| Blason de Dieulouard | Blason  | De gueules à la crosse épiscopale d'or mise en pal, accostée de deux épées d'argent la pointe en bas. |
| Blason de Dieulouard | Détails | Le statut officiel du blason reste à déterminer.                                                      |

| Blason de Dolcourt | Blason  | Coupé de Lorraine, et de sinople à une chapelle d'argent. |
| Blason de Dolcourt | Détails | Le statut officiel du blason reste à déterminer.          |

| Blason de Dombasle-sur-Meurthe | Blason  | De sable semé de croix pommetées au pied fiché d'argent à deux bars adossés de même brochants. |
| Blason de Dombasle-sur-Meurthe | Détails | Reprise des armes de Bar, recolorées. Le statut officiel du blason reste à déterminer.         |

| Blason de Domèvre-en-Haye | Blason  | D'or à la croix de sable frettée d'argent. |
| Blason de Domèvre-en-Haye | Détails | Création Ed. des Robert, 1953.             |

| Blason de Domèvre-sur-Vezouze | Blason  | Coupé: au 1er d'azur à trois sapins d'argent rangés en fasce, au 2e d'or à la hure de sanglier contournée de sable allumée et défendue de gueules. |
| Blason de Domèvre-sur-Vezouze | Détails | Le statut officiel du blason reste à déterminer.                                                                                                   |

| Blason de Domgermain | Blason  | De gueules à l'orgue d'or au chef d'azur* chargé d'un âne d'argent issant de la partition |
| Blason de Domgermain | Détails | * Ces armes emploient le terme « cousu » dans le seul but de contrevenir à la règle de contrariété des couleurs : elles sont fautives : azur sur gueules. Le statut officiel du blason reste à déterminer. |

| Blason de Domjevin | Blason  | D'or, à la porte monumentale du lieu de gueules ouverte du champ et mouvant de la pointe, au casque romain du même à la cocarde du champ en abîme. |
| Blason de Domjevin | Détails | Le statut officiel du blason reste à déterminer.                                                                                                   |

| Blason de Dommarie-Eulmont | Blason  | D'azur à la bande ondée d'argent chargée d'une meule de gueules et d'une roue de moulin du même accompagnée en chef d'une tour d'argent maçonnée de sable et en pointe d'un arbre arraché d'argent. |
| Blason de Dommarie-Eulmont | Détails | Le statut officiel du blason reste à déterminer. |

| Blason de Dommartemont | Blason  | Parti de Lorraine, et d'azur à la crosse primatiale de Lorraine d'or accostée de deux grappes de raisin feuillées de même. |
| Blason de Dommartemont | Détails | Le statut officiel du blason reste à déterminer.                                                                           |

| Blason de Dommartin-la-Chaussée | Blason  | De Bar, chapé d'or à deux taux de sable.         |
| Blason de Dommartin-la-Chaussée | Détails | Le statut officiel du blason reste à déterminer. |

| Blason de Dommartin-lès-Toul | Blason  | D'azur au pont de sable* de cinq arches sur une rivière ondée d'argent mouvant de la pointe accompagné de trois cailloux d'or rangés en chef. |
| Blason de Dommartin-lès-Toul | Détails | * Il y a là non-respect de la règle de contrariété des couleurs : ces armes sont fautives (sable sur azur).                                   |

| Blason de Dommartin-sous-Amance | Blason  | Palé d'or et d'azur de six pièces.               |
| Blason de Dommartin-sous-Amance | Détails | Le statut officiel du blason reste à déterminer. |

| Blason de Domprix | Blason  | D'or aux trois pals de gueules.                  |
| Blason de Domprix | Détails | Le statut officiel du blason reste à déterminer. |

| Blason de Domptail-en-l'Air | Blason  | D’azur à une église d’or sur une montagne d’argent accompagnée en chef de deux cailloux d’or. |
| Blason de Domptail-en-l'Air | Détails | Le statut officiel du blason reste à déterminer.                                              |

| Blason de Doncourt-lès-Conflans | Blason  | D'azur à deux roses d'argent mises en fasce surmontées d'un lambel à trois pendants d'or et accompagnées en pointe d'un croissant portant une étoile de même. |
| Blason de Doncourt-lès-Conflans | Détails | Adopté en 1983. |

| Blason de Doncourt-lès-Longuyon | Blason  | D'azur à neuf croix recroisetées au pied fiché d'or disposées 3.3.3, à une fortification carrée bastionnée vue de dessus, de gueules, brochant sur le tout.                             |
| Blason de Doncourt-lès-Longuyon | Détails | Armoiries composées par H. Collin adoptées en 1992. Par délibération du conseil municipal du 08 septembre 2022, il a été précisé que l'enceinte bastionnée carrée brochait sur le tout. |

| Blason de Drouville | Blason  | D'azur au phénix d'or sur son immortalité de gueules, accompagné en chef de trois besants d'or rangés en chef. |
| Blason de Drouville | Détails | Le statut officiel du blason reste à déterminer.                                                               |

- Haut – A
- B
- C
- D
- E
- F
- G
- H
- I
- J
- K
- L
- M
- N
- O
- P
- Q
- R
- S
- T
- U
- V
- W
- X
- Y
- Z

## E
| Blason de Écrouves | Blason  | Écartelé en sautoir, en chef d'azur au donjon d'argent, à dextre de gueules à la grappe de raisin d'argent, à senestre de gueules au dextrochère d'argent paré de France duquel s'égouttent deux gouttes d'argent et en pointe d'azur à trois fleurs de lys d'or mal ordonnées. |
| Blason de Écrouves | Détails | Conflit héraldique : le dessin présente la tour ajourée de sable. Adopté le 31 mai 1961. |

| Blason de Einvaux | Blason  | De gueules, à la bande d'or chargée de trois corbeaux de sable posés à plomb, accompagnée en chef d'une croix patriarcale (alias de Lorraine) d'argent et en pointe d'une gerbe de blé d'or. |
| Blason de Einvaux | Détails | Le statut officiel du blason reste à déterminer. |

| Blason de Einville-au-Jard | Blason  | Coupé : au premier de gueules à l'alérion d'argent, au second d'azur au massacre de cerf d'or. |
| Blason de Einville-au-Jard | Détails | Le statut officiel du blason reste à déterminer.                                               |

| Blason de Emberménil | Blason  | Taillé : au premier d'azur à l'écusson d'argent chargé d'une croix pattée de gueules, au second de gueules à la croix patriarcale alésée d'or ; à la barre d'argent chargée d'une foi de sable et de carnation accompagnée en chef d'un tourteau aussi de sable chargé d'une étoile aussi d'or. |
| Blason de Emberménil | Détails | Le statut officiel du blason reste à déterminer. |

| Blason de Épiez-sur-Chiers | Blason  | De sinople à la cotice ondée d'argent accompagnée, en chef, de deux bars adossés d'or et, en pointe, de la Mairie-Lavoir du même d'où s'écoule un ruisseau aussi d'argent en pal ondé. |
| Blason de Épiez-sur-Chiers | Détails | Le statut officiel du blason reste à déterminer. |

| Blason de Éply | Blason  | D'or aux trois pals d'azur à la bande de gueules chargée de trois alérions d'argent, accompagnée en chef de deux tours aussi de gueules sur les pals d'or rangées en bande et en pointe de deux arbres de sinople fûtés de gueules sur les pals d'or rangés en bande. |
| Blason de Éply | Détails | Utilisé par la municipalité depuis 1976. |

| Blason de Erbéviller-sur-Amezule | Blason  | D'or à la fasce haussée ondée d'azur, à la herse sarrasine de gueules brochant sur le tout. |
| Blason de Erbéviller-sur-Amezule | Détails | Adopté en 1986.                                                                             |

| Blason de Errouville | Blason  | De gueules au lion d'or tenant une épée d'argent garnie aussi d'or, au chef cousu d'azur chargé de deux tours d'argent, ajourées et maçonnées de sable.        |
| Blason de Errouville | Détails | * Il y a là non-respect de la règle de contrariété des couleurs : ces armes sont fautives (azur sur gueules). Le statut officiel du blason reste à déterminer. |

| Blason de Essey-et-Maizerais | Blason  | Mi-parti : au premier d'azur semé de croisettes recroisetées au pied fiché d'or aux deux bars adossés du même, les croisettes des cantons du chef mouvant de la gueule des bars, brisé de deux roses de gueules au point du chef, au second d'argent à la fasce de sable. |
| Blason de Essey-et-Maizerais | Détails | Le statut officiel du blason reste à déterminer. |

| Blason de Essey-la-Côte | Blason  | De gueules à la montagne d’or chargée d’un pal de sable accompagnée en chef de deux alérions d’argent. |
| Blason de Essey-la-Côte | Détails | Le statut officiel du blason reste à déterminer.                                                       |

| Blason de Essey-lès-Nancy | Blason  | Gironné d'argent et de gueules de douze pièces, sur le tout, d'azur à la tour d'argent maçonnée et terrassée de sable.      |
| Blason de Essey-lès-Nancy | Détails | * Il y a là non-respect de la règle de contrariété des couleurs : ces armes sont fautives (sable sur azur). Adopté en 1990. |

| Blason de Étreval | Blason  | Écartelé : au premier et au quatrième d'azur aux trois têtes de griffon d'or, les deux du chef affrontées, au deuxième et au troisième émanché fleuredelysé d'une pièce et deux demies d'argent sur deux de sable. |
| Blason de Étreval | Détails | Le statut officiel du blason reste à déterminer. |

| Blason de Eulmont | Blason  | D'or à la fasce de gueules chargée d'un croissant d'argent, accompagnée en chef d'un héron éployé de sable. |
| Blason de Eulmont | Détails | Ce sont les armes de Léopold Emmanuel Héré de Corny.                                                        |

| Blason de Euvezin | Blason  | D'or aux deux léopards contournés d'azur, lampassés de gueules, passant l'un sur l'autre, à la bordure engrêlée du même. |
| Blason de Euvezin | Détails | Le statut officiel du blason reste à déterminer.                                                                         |

- Haut – A
- B
- C
- D
- E
- F
- G
- H
- I
- J
- K
- L
- M
- N
- O
- P
- Q
- R
- S
- T
- U
- V
- W
- X
- Y
- Z

## F
| Blason de Faulx | Blason  | Coupé : au premier d'or à la bande de gueules chargée de trois alérions d'argent, au second parti au I de gueules au dextrochère de carnation, vêtu d'azur, mouvant d'une nuée d'argent, tenant une épée du même garnie d'or accostée de deux cailloux du même, et au II d'azur aux deux bars adossés d'or, accostés de deux fers de faux affrontés d'argent posés en pal. |
| Blason de Faulx | Détails | Armes parlantes (faux). Blason de Lorraine, de l'évêque de Metz et de la prévôté du Val des Faulx. Blason utilisé depuis 1967. |

| Blason de Favières | Blason  | Burelé d'argent et de sable de dix pièces à trois pots de terre de gueules brochants. |
| Blason de Favières | Détails | Le statut officiel du blason reste à déterminer.                                      |

| Blason de Fécocourt | Blason  | D'or à la bande de gueules.                      |
| Blason de Fécocourt | Détails | Le statut officiel du blason reste à déterminer. |

| Blason de Fenneviller | Blason  | Parti de Lorraine et de gueules semé de croix recroisetées au pied fiché d'or à deux saumons adossés du même ; sur le tout, d'azur au M majuscule couronné d'or. |
| Blason de Fenneviller | Détails | Le statut officiel du blason reste à déterminer. |

| Blason de Ferrières | Blason  | Gironné d'or et de gueules de douze pièces ; sur le tout, d'argent aux deux cotices ondées d'azur et à la lettre F capitale de sable brochant sur le tout. |
| Blason de Ferrières | Détails | Le statut officiel du blason reste à déterminer. |

| Blason de Fey-en-Haye | Blason  | Parti de sinople et d'argent aux deux hêtres de l'un en l'autre                                       |
| Blason de Fey-en-Haye | Détails | Armes parlantes. (l'autre nom du hêtre est "fayard") Le statut officiel du blason reste à déterminer. |

| Blason de Flainval | Blason  | De sinople au pal d’argent à 3 croisettes de l'un en l'autre . |
| Blason de Flainval | Détails | Le statut officiel du blason reste à déterminer.               |

| Blason de Flavigny-sur-Moselle | Blason  | D'or à la croix de sinople, cantonnée au premier et au deuxième d'une étoile d'azur, au troisième d'une gerbe de blé aussi de sinople, au quatrième d'un perroquet du même. |
| Blason de Flavigny-sur-Moselle | Détails | Le statut officiel du blason reste à déterminer. |

| Blason de Fléville-devant-Nancy | Blason  | De vair plain.          |
| Blason de Fléville-devant-Nancy | Détails | Adopté le 3 avril 1984. |

| Blason de Fléville-Lixières | Blason  | D'argent au poirier de sinople, fruité d'or, mouvant de la pointe, chapé ployé d'azur chargé à dextre d'un gril renversé d'or en pal et à senestre d'une clef du même. |
| Blason de Fléville-Lixières | Détails | Le statut officiel du blason reste à déterminer. |

| Blason de Flin | Blason  | Écartelé : au premier de gueules aux deux saumons adossés d'argent, au deuxième d'or à la bande de gueules chargée de trois alérions d'argent, au troisième d'or aux trois pals au pied fiché de gueules abaissés et surmontés d'un loup de sable, au quatrième d'azur au chevron d'argent accompagné, en chef, de deux croisettes ancrées d'or et, en pointe, d'un alérion du même. |
| Blason de Flin | Détails | Différences entre dessin et blasonnement : Croisettes ancrées ou fleurdelisées?. Blason de la Prévôté de Deneuvre (les deux saumons), du duc de Lorraine (la bande chargée des trois alérions), Les Ficquelmont (les pals) et les Rouot (le chevron). Le statut officiel du blason reste à déterminer.                                                                               |

| Blason de Flirey | Blason  | D'argent à la croix de gueules chargée de cinq cailloux d'or, cantonnée de quatre hêtres arrachés de sinople. |
| Blason de Flirey | Détails | Le statut officiel du blason reste à déterminer.                                                              |

| Blason de Fontenoy-la-Joûte | Blason  | D'azur à la clef d'or et à l'épée d’argent passées en sautoir, au chef cousu de gueules chargé d'un livre ouvert aussi d'argent.                                                                           |
| Blason de Fontenoy-la-Joûte | Détails | * Ces armes emploient le terme « cousu » dans le seul but de contrevenir à la règle de contrariété des couleurs : elles sont fautives : gueules sur azur. Le statut officiel du blason reste à déterminer. |

| Blason de Fontenoy-sur-Moselle | Blason  | D'azur au pont de cinq arches flambant cousu de gueules, au chef parti au I de gueules aux trois chevrons d'or et au chef cousu d'azur chargé d'un lévrier d'argent colleté de gueules et au II burelé d'argent et de gueules de dix pièces. |
| Blason de Fontenoy-sur-Moselle | Détails | * Ces armes emploient le terme « cousu » dans le seul but de contrevenir à la règle de contrariété des couleurs : elles sont fautives : gueules sur azur et azur sur gueules.                                                                |

| Blason de Forcelles-Saint-Gorgon | Blason  | De sable à neuf trèfles d'argent ordonnés 4, 3 et 2. |
| Blason de Forcelles-Saint-Gorgon | Détails | Le statut officiel du blason reste à déterminer.     |

| Blason de Forcelles-sous-Gugney | Blason  | Coupé d'un burelé d'argent et de sable de dix pièces aux trois mirabelles d'or feuillées de sinople brochant sur le tout, et du premier à la mitre de gueules chargée d'un tau du troisième. |
| Blason de Forcelles-sous-Gugney | Détails | Le statut officiel du blason reste à déterminer. |

| Blason de Foug | Blason  | De sable à la croix de Lorraine d'argent cantonnée de quatre croix de Lorraine du même; sur le tout, d'azur semé de croisettes recroisetées au pied fiché d'or chargé de deux bars adossés du même. |
| Blason de Foug | Détails | Différences entre dessin et blasonnement : semé de croisettes. Le statut officiel du blason reste à déterminer.                                                                                     |

| Blason de Fraimbois | Blason  | D'azur à la croix tréflée senestrée d'une plume d'oie dans son encrier, le tout d'or ; au chef de gueules chargé d'un alérion d'argent ; à la divise ondée brochant sur la partition. |
| Blason de Fraimbois | Détails | Le statut officiel du blason reste à déterminer. |

| Blason de Fraisnes-en-Saintois | Blason  | Burelé d'argent et de sable aux trois rameaux de onze feuilles de frêne de sinople brochants. |
| Blason de Fraisnes-en-Saintois | Détails | Armes parlantes. (feuilles de frêne) Le statut officiel du blason reste à déterminer.         |

| Blason de Francheville | Blason  | Écartelé de Lorraine et de gueules à trois cailloux d'argent (Diocèse de Toul). |
| Blason de Francheville | Détails | Le statut officiel du blason reste à déterminer.                                |

| Blason de Franconville | Blason  | De gueules semé de croix pommetées au pied fiché d’argent à deux bars adossés de même brochants ; sur le tout, d’argent à la croix de gueules. |
| Blason de Franconville | Détails | Le statut officiel du blason reste à déterminer.                                                                                               |

| Blason de Fréménil | Blason  | Parti d'argent au chardon de pourpre tigé, arraché et feuillé de sinople, et de Lorraine. |
| Blason de Fréménil | Détails | Création Jean Spaite. Adopté en 1998.                                                     |

| Blason de Frémonville | Blason  | De gueules à la bande échiquetée d’argent et d’azur de deux tires, au chef d’or chargé de trois alérions de gueules. |
| Blason de Frémonville | Détails | Le statut officiel du blason reste à déterminer.                                                                     |

| Blason de Fresnois-la-Montagne | Blason  | D’argent au frêne de sable feuillé de sinople mouvant d’un brasier de gueules mouvant de la pointe. |
| Blason de Fresnois-la-Montagne | Détails | Armes parlantes. (frêne) Le statut officiel du blason reste à déterminer.                           |

| Blason de Friauville | Blason  | De gueules aux trois tours d'argent, maçonnées de sable, posées et rangées en bande, à la chaîne aussi d'argent, brisée en deux parties mouvant des cantons dextre de la pointe et senestre du chef et posées en barre. |
| Blason de Friauville | Détails | Conflit héraldique : le dessin montre les tours aussi ouvertes et ajourées de sable. Le statut officiel du blason reste à déterminer.                                                                                   |

| Blason de Frolois | Blason  | Bandé d'or et d'azur de six pièces, à la bordure engrêlée de gueules. |
| Blason de Frolois | Détails | Le statut officiel du blason reste à déterminer.                      |

| Blason de Frouard | Blason  | D'or à la bande de gueules chargé de trois alérions d'argent (qui est de Lorraine), à la crosse abbatiale contournée d'azur brochant sur le tout. |
| Blason de Frouard | Détails | Le statut officiel du blason reste à déterminer.                                                                                                  |

| Blason de Froville | Blason  | D'azur à la croix ancrée alésée d'or chargée d'un tourteau de gueules. |
| Blason de Froville | Détails | Le statut officiel du blason reste à déterminer.                       |

Pas d'information pour la commune suivante : Fillières 
- Haut – A
- B
- C
- D
- E
- F
- G
- H
- I
- J
- K
- L
- M
- N
- O
- P
- Q
- R
- S
- T
- U
- V
- W
- X
- Y
- Z

## G
| Blason de Gélacourt | Blason  | D'argent au sautoir de gueules chargé d'un alérion du champ, cantonné de quatre lionceaux du second armés, lampassés et couronnés d'or. |
| Blason de Gélacourt | Détails | Le statut officiel du blason reste à déterminer.                                                                                        |

| Blason de Gélaucourt | Blason  | D'azur au dextrochère de carnation, vêtu de gueules, mouvant du flanc senestre, la main traversée par le dessus d'une flèche d'or la pointe en bas, le tout soutenu d'une biche gisante contournée d'argent. |
| Blason de Gélaucourt | Détails | Le statut officiel du blason reste à déterminer. |

| Blason de Gellenoncourt | Blason  | D'or au léopard de gueules.                      |
| Blason de Gellenoncourt | Détails | Le statut officiel du blason reste à déterminer. |

| Blason de Gémonville | Blason  | D'argent à l'arbre de sinople accompagné à dextre d'une étoile de gueules et à senestre d'un caillou troué du même ; au chef triangulaire d'azur chargé d'un pont d'argent, maçonné de sable. |
| Blason de Gémonville | Détails | Adopté en septembre 2011 |

| Blason de Gerbécourt-et-Haplemont | Blason  | Parti : au premier d'argent aux trois chevrons de gueules, au second de gueules aux trois roses d'argent ; à la crosse abbatiale contournée d'azur brochant sur la partition. |
| Blason de Gerbécourt-et-Haplemont | Détails | Le statut officiel du blason reste à déterminer. |

| Blason de Gerbéviller | Blason  | De gueules semé de croisettes pommetées au pied fiché d'argent aux deux bars adossés du même brochant sur le tout. |
| Blason de Gerbéviller | Détails | Le statut officiel du blason reste à déterminer.                                                                   |

| Blason de Germiny | Blason  | Écartelé d'azur à un omble d'argent posé en fasce, et du premier à l'écusson du second. |
| Blason de Germiny | Détails | Le statut officiel du blason reste à déterminer.                                        |

| Blason de Germonville | Blason  | De sable aux trois tours d’argent maçonnées du champ.                                                                         |
| Blason de Germonville | Détails | Conflit héraldique : les tours sont également représentés ajourées du champ. Le statut officiel du blason reste à déterminer. |

| Blason de Gézoncourt | Blason  | Parti, coupé d'azur au pal bretessé d'or chargé d'une vergette de sable, et d'argent à la croix engrêlée de gueules ; et de gueules à la crosse épiscopale d'or, accostée de deux épées d'argent la pointe en bas. |
| Blason de Gézoncourt | Détails | Le statut officiel du blason reste à déterminer. |

| Blason de Gibeaumeix | Blason  | D'azur au pal ondé d'argent accosté de deux lys de jardin feuillés du même à l'écusson ; sur le tout, d'argent à trois pals d'azur, au chef d'or chargé de trois étoiles à six branches d'azur. |
| Blason de Gibeaumeix | Détails | * Il y a là non-respect de la règle de contrariété des couleurs : ces armes sont fautives (or sur argent). Adopté en septembre 2011.                                                            |

| Blason de Giraumont | Blason  | Parti: au 1er d'azur semé de croisettes recroisetées au pied fiché d'or à deux bars adossés de même brochants, au 2e de gueules à la crosse d'argent; sur le tout, d'argent au chevalet d'un puits de mine de sable. |
| Blason de Giraumont | Détails | Le statut officiel du blason reste à déterminer. |

| Blason de Giriviller | Blason  | D'or à la bande de gueules chargée d'une chaîne brisée d'argent et accompagnée de deux caducées de gueules. |
| Blason de Giriviller | Détails | Le statut officiel du blason reste à déterminer.                                                            |

| Blason de Glonville | Blason  | D'azur au pal ondé d'argent accompagné en chef de deux paniers d'osier d'or, une roue de moulin de sable brochant sur le tout en pointe. |
| Blason de Glonville | Détails | Le statut officiel du blason reste à déterminer.                                                                                         |

| Blason de Gogney | Blason  | De gueules au pairle d'or accompagné, en chef, d'un alérion d'argent et, aux flancs, de deux saumons adossés du même. |
| Blason de Gogney | Détails | Le statut officiel du blason reste à déterminer.                                                                      |

| Blason de Gondrecourt-Aix | Blason  | D'or à la montagne de six coupeaux de sable, au chef d'azur chargé d'une couronne comtale d'or accostée de deux étoiles du même. |
| Blason de Gondrecourt-Aix | Détails | Le statut officiel du blason reste à déterminer.                                                                                 |

| Blason de Gondreville | Blason  | Tiercé en fasce : au premier coupé d'un et parti de trois : au I fascé d'argent et de gueules de huit pièces, au II d'azur semé de fleurs de lys d'or brisé en chef d'un lambel de gueules, au III d'argent à la croix potencée d'or cantonnée de quatre croisettes du même, au IV d'or à quatre pals de gueules, au V d'azur semé de fleurs de lys d'or à la bordure de gueules, au VI d'azur au lion contourné d'or à la queue fourchue, armé, lampassé et couronné de gueules, au VII d'or au lion de sable armé et lampassé de gueules, au VIII d'azur semé de croisettes recroisetées au pied fiché d'or aux deux bars adossés du même brochant sur le tout ; sur le tout, d'or à la bande de gueules chargée de trois alérions d'argent, au deuxième d'azur à la bande d'argent chargée d'un corbeau de sable, au troisième d'azur à la gerbe de blé d'or. |
| Blason de Gondreville | Détails | Le statut officiel du blason reste à déterminer. |
| Blason de Gondreville | Alias   | Les armes anciennes de Gondreville : d'azur à la gerbe de blé d'or liée de même, au chef de gueules chargé d'un alérion d'argent. |

| Blason de Gondrexon | Blason  | De gueules à la crosse abbatiale d'or accostée de deux saumons adossés d'argent. |
| Blason de Gondrexon | Détails | Le statut officiel du blason reste à déterminer.                                 |

| Blason de Gorcy | Blason  | D'argent aux neuf mouchetures d'hermine de sable ordonnées 4, 3 et 2, au chef de gueules chargé de trois annelets d'or. |
| Blason de Gorcy | Détails | Le statut officiel du blason reste à déterminer.                                                                        |

| Blason de Goviller | Blason  | D'argent à la montagne de trois coupeaux de sinople surmontée d'une lettre A capitale de gueules. |
| Blason de Goviller | Détails | Le statut officiel du blason reste à déterminer.                                                  |

| Blason de Grand-Failly | Blason  | De gueules à la fasce d'argent, accompagnée de trois doloires du même posés en fasce. |
| Blason de Grand-Failly | Détails | Le statut officiel du blason reste à déterminer.                                      |

| Blason de Grimonviller | Blason  | De gueules au chardon feuillé d'argent à dextre et à la mirabelle feuillée du même à senestre; au chef triangulaire ondé d'or chargé du buste de Bottin contourné de sable; à la champagne voûtée de sable bordée d'or chargée de deux trangles d'argent. (Bottin est né à Grimonviller) |
| Blason de Grimonviller | Détails | Adopté en septembre 2011. |

| Blason de Gripport | Blason  | Écartelé : au premier de gueules aux deux clefs d'argent passées en sautoir, au deuxième de sinople à Saint Goëric d'or mouvant de la pointe, au troisième de sinople au gril d'or, au quatrième de gueules aux trois cailloux d'argent ; sur le tout, d'azur au fer de prisonnier d'argent posé en fasce accompagné de trois fleurs de lys d'or. |
| Blason de Gripport | Détails | Le statut officiel du blason reste à déterminer. |

| Blason de Griscourt | Blason  | Parti: mi parti de Bar, et de gueules à la croix alésée d'argent. |
| Blason de Griscourt | Détails | Le statut officiel du blason reste à déterminer.                  |

| Blason de Grosrouvres | Blason  | D'or au chêne de sinople englanté d'or chapé de gueules à deux alérions d'argent.            |
| Blason de Grosrouvres | Détails | Armes parlantes. (rouvre = espèce de chêne) Le statut officiel du blason reste à déterminer. |

| Blason de Gugney | Blason  | Burelé d'argent et de sable aux trois mirabelles d'or feuillées de sinople brochant sur le tout. |
| Blason de Gugney | Détails | Le statut officiel du blason reste à déterminer.                                                 |

| Blason de Gye | Blason  | D'azur à la jumelle en pal d'argent à la fasce d'or brochant sur le tout, chargée de trois alérions de gueules. |
| Blason de Gye | Détails | Le statut officiel du blason reste à déterminer.                                                                |

- Haut – A
- B
- C
- D
- E
- F
- G
- H
- I
- J
- K
- L
- M
- N
- O
- P
- Q
- R
- S
- T
- U
- V
- W
- X
- Y
- Z

## H
| Blason de Hablainville | Blason  | De gueules à deux saumons adossés d'argent accompagnés en chef et en pointe de deux billettes d'or et accostés de deux coquilles du même. |
| Blason de Hablainville | Détails | Le statut officiel du blason reste à déterminer.                                                                                          |

| Blason de Hagéville | Blason  | Écartelé de Lorraine et de l'évêché de Metz, sur le tout, d'azur à Saint Gorgon à cheval terrassé d'or. |
| Blason de Hagéville | Détails | Le statut officiel du blason reste à déterminer.                                                        |

| Blason de Haigneville | Blason  | Ecartelé aux 1 - 4 d'argent à la bande de gueules chargée de trois alérions d'or ; aux 2 - 3 d'azur à la croix ancrée d'or chargée d'un tourteau de gueules, une crosse abbatiale de gueules en pal brochant sur le tout. |
| Blason de Haigneville | Détails | Le statut officiel du blason reste à déterminer. |

| Blason de Halloville | Blason  | Ecartelé de Lorraine et de l'évêché de Metz, sur le tout, un écu en losange d'azur à la fasce d'argent surmontée de deux roses du même. |
| Blason de Halloville | Détails | Le statut officiel du blason reste à déterminer.                                                                                        |

| Blason de Hammeville | Blason  | Écartelé d'azur au lion d'argent armé et lampassé d'or tenant dans ses pattes une croisette ancrée du même, et d'argent au lion de sable armé et couronné de gueules. |
| Blason de Hammeville | Détails | Le statut officiel du blason reste à déterminer. |

| Blason de Hamonville | Blason  | D'or à la croix ancrée de gueules cantonnée de quatre étoiles de sable. |
| Blason de Hamonville | Détails | Le statut officiel du blason reste à déterminer.                        |

| Blason de Han-devant-Pierrepont | Blason  | Parti d’argent à une anille de sable au chef échiqueté de deux tires d’argent et de sable ; et d’azur à la bande d’or. |
| Blason de Han-devant-Pierrepont | Détails | Création Dominique Larcher. Adopté le 22 octobre 2010.                                                                 |

| Blason de Hannonville-Suzémont | Blason  | De sinople à la jumelle d'argent en pal, accompagnée d'une fleur de lys d'or en abîme et de deux roues de huit rayons du même aux cantons dextre de la pointe et senestre du chef. |
| Blason de Hannonville-Suzémont | Détails | Le statut officiel du blason reste à déterminer. |

| Blason de Haraucourt | Blason  | D'or à une croix de gueules, au franc-quartier d'argent au lion de sable, armé et lampassé de gueules et couronné d'or. |
| Blason de Haraucourt | Détails | Le statut officiel du blason reste à déterminer.                                                                        |

| Blason de Harbouey | Blason  | D'or à la bande de gueules chargée de trois fleurs de lys d'argent, accompagnée de deux lions de gueules armés, lampassés et couronnés d'argent. |
| Blason de Harbouey | Détails | Le statut officiel du blason reste à déterminer.                                                                                                 |

| Blason de Haroué | Blason  | D'argent aux trois chevrons de gueules. |
| Blason de Haroué | Détails | Adopté en 1953.                         |

| Blason de Hatrize | Blason  | D'azur au chef d'or aux deux lions issants affrontés de gueules, soutenant de leurs pattes une croisette pattée du même. |
| Blason de Hatrize | Détails | Le statut officiel du blason reste à déterminer.                                                                         |

| Blason de Haucourt-Moulaine | Blason  | Parti : au premier d'azur aux deux barbeaux adossés d'or accostés de deux croisettes patriarcales du même et accompagnés, en chef et en pointe, de deux croisettes recroisetées d'argent, au second coupé au I d'argent à la croix de gueules cantonnée de quatre serres d'aigle de sable mouvant des angles senestres et au II d'argent au puits de mine de sable. |
| Blason de Haucourt-Moulaine | Détails | Le statut officiel du blason reste à déterminer. |

| Blason de Haudonville | Blason  | De gueules à deux bars adossés d'argent accompagnés en chef et en pointe de deux gerbes d'or et à une divise ondée et alésée d'argent brochant sur les bars. |
| Blason de Haudonville | Détails | Le statut officiel du blason reste à déterminer. |

| Blason de Haussonville | Blason  | D'or à la croix de gueules frettée d'argent.     |
| Blason de Haussonville | Détails | Le statut officiel du blason reste à déterminer. |

| Blason de Heillecourt | Blason  | Écartelé en sautoir : au premier d'argent au rencontre de buffle de sable, accorné et bouclé d'or, au deuxième d'azur à l'étoile d'or, au troisième d'azur à l'abeille d'or, au quatrième d'argent au chardon de pourpre feuillé de trois pièces de sinople, terrassé du même. |
| Blason de Heillecourt | Détails | Adopté le 21 avril 1980. |

| Blason de Hénaménil | Blason  | D'azur à trois pals d'argent au chef cousu de gueules chargé de trois étoiles d'or rangées en fasce. |
| Blason de Hénaménil | Détails | Le statut officiel du blason reste à déterminer.                                                     |

| Blason de Herbéviller | Blason  | D'azur à la croix d'argent, cantonnée de vingt fleurs de lys d'or, cinq dans chaque canton. |
| Blason de Herbéviller | Détails | Le statut officiel du blason reste à déterminer.                                            |

| Blason de Hériménil | Blason  | Vairé d'or et d'azur au gril de gueules, au chef de gueules chargé d'un lion léopardé d'argent. |
| Blason de Hériménil | Détails | Le statut officiel du blason reste à déterminer.                                                |

| Blason de Herserange | Blason  | Parti : au premier palé de gueules et d'or de huit pièces, au second coupé : au I de sable à la roue d'engrenage d'or accompagnée de quatre foudres du même posés en sautoir, au II d'argent plain ; le tout chargé d'un haut-fourneau de sable cantonné d'argent sur le I du second du parti ; au chef de gueules chargé de trois alérions d'argent. |
| Blason de Herserange | Détails | Adopté vers 1952 |

| Blason de Hoéville | Blason  | D'or au hibou de sable au chef de gueules chargé d'un alérion d'argent. |
| Blason de Hoéville | Détails | Le statut officiel du blason reste à déterminer.                        |

| Blason de Homécourt | Blason  | Parti : au premier mi-parti d'azur semé de croisettes recroisetées au pied fiché d'or aux deux bars adossés du même brochant sur le tout, au second d'argent au convertisseur de sable flamboyant de gueules soutenu de sa cuve aussi de sable. |
| Blason de Homécourt | Détails | Adopté le 26 avril 1951 |

| Blason de Houdelmont | Blason  | Burelé d'argent et de sable au chef d'azur chargé d'un cheval issant aussi d'argent. |
| Blason de Houdelmont | Détails | Le statut officiel du blason reste à déterminer.                                     |

| Blason de Houdemont | Blason  | D'azur aux deux sabres d'argent, garnis d'or, mis en sautoir, au chef cousu de gueules chargé de trois croissants d'argent.              |
| Blason de Houdemont | Détails | * Il y a là non-respect de la règle de contrariété des couleurs : ces armes sont fautives (gueules sur azur). Adopté le 8 novembre 1970. |

| Blason de Houdreville | Blason  | De sinople à l'étoile d'or accompagnée de trois gerbes de blé du même. |
| Blason de Houdreville | Détails | Le statut officiel du blason reste à déterminer.                       |

| Blason de Housséville | Blason  | Écartelé : au premier et au quatrième de sinople à l'étoile d'or accompagnée de trois gerbes de blé du même, au deuxième d'azur aux deux colombes affrontées d'argent, membrées de gueules, posées sur un mont d'or et surmontées d'une étoile du même, au troisième de gueules au bièvre assis d'or, la queue d'argent. |
| Blason de Housséville | Détails | Le statut officiel du blason reste à déterminer. |

| Blason de Hudiviller | Blason  | De gueules aux deux saumons adossés d'argent, cantonnés en chef d'une croisette recroisetée, aux flancs d'une étoile, en pointe, d'un croissant, le tout d'argent. |
| Blason de Hudiviller | Détails | Le statut officiel du blason reste à déterminer. |

| Blason de Hussigny-Godbrange | Blason  | Parti : au premier d'argent à la tierce ondée de gueules accompagnée de deux pics de mineur de sable, un en chef et un en pointe, au second de gueules aux lettres H et G capitales d'or rangées en fasce. |
| Blason de Hussigny-Godbrange | Détails | Le statut officiel du blason reste à déterminer. |

- Haut – A
- B
- C
- D
- E
- F
- G
- H
- I
- J
- K
- L
- M
- N
- O
- P
- Q
- R
- S
- T
- U
- V
- W
- X
- Y
- Z

## I
| Blason de Igney | Blason  | D'or à la bande de sinople chargée d'un cerf courant d'argent. |
| Blason de Igney | Détails | Le statut officiel du blason reste à déterminer.               |

- Haut – A
- B
- C
- D
- E
- F
- G
- H
- I
- J
- K
- L
- M
- N
- O
- P
- Q
- R
- S
- T
- U
- V
- W
- X
- Y
- Z

## J
| Blason de Jaillon | Blason  | De gueules aux trois besants d’argent accompagnés de deux burèles du même en chef et en pointe. |
| Blason de Jaillon | Détails | Le statut officiel du blason reste à déterminer.                                                |

| Blason de Jarny | Blason  | D'argent aux neuf mouchetures d'hermine de sable ordonnées 4-3-2, au chef de gueules chargé de trois annelets d'argent. |
| Blason de Jarny | Détails | Le statut officiel du blason reste à déterminer.                                                                        |

| Blason de Jarville-la-Malgrange | Blason  | De gueules à la croix patriarcale d'argent soutenue d'un briquet d'or. |
| Blason de Jarville-la-Malgrange | Détails | Création Edmond des Robert. Adopté le 4 mars 1950.                     |

| Blason de Jaulny | Blason  | D'argent aux trois chevrons de gueules, à la bordure cousue d'or. |
| Blason de Jaulny | Détails | * Ces armes emploient le terme « cousu » dans le seul but de contrevenir à la règle de contrariété des couleurs : elles sont fautives : or sur argent. Le statut officiel du blason reste à déterminer. |

| Blason de Jeandelaincourt | Blason  | D'argent au lion de sable, armé, lampassé et couronné d'or. |
| Blason de Jeandelaincourt | Détails | Le statut officiel du blason reste à déterminer.            |

| Blason de Jeandelize | Blason  | De sable à la fasce fleurdelysée contre-fleurdelysée d'argent, accompagnée de trois pattes de lion du même, deux affrontées en chef posées en fasce mouvant des flancs, une en pointe posée en pal mouvant de la pointe. |
| Blason de Jeandelize | Détails | Le statut officiel du blason reste à déterminer. |

| Blason de Jevoncourt | Blason  | D'argent aux trois chevrons de gueules soutenus d'une lettre M onciale d'azur. |
| Blason de Jevoncourt | Détails | Le statut officiel du blason reste à déterminer.                               |

| Blason de Jezainville | Blason  | D'argent à la croix de gueules chargée d'un livre ouvert du champ, cantonnée de quatre taux de sable. |
| Blason de Jezainville | Détails | Le statut officiel du blason reste à déterminer.                                                      |

| Blason de Jœuf | Blason  | Mi-parti : au premier d'azur semé de croisettes recroisetées au pied fiché d'or aux deux bars adossés du même brochant sur le tout, au second d'argent au haut-fourneau de sable, maçonné d'azur, flamboyant de gueules, posé sur une terrasse aussi de sable, accompagné à senestre d'une main dextre de carnation mouvant du flanc, tenant un foudre aussi de gueules. |
| Blason de Jœuf | Détails | Différences entre dessin et blasonnement : maçonné d'azur, coulé.... autre version Adopté en 1949 |

| Blason de Jolivet | Blason  | D'azur aux deux lions affrontés d'or supportant un écusson d’argent au rencontre de buffle de sable accorné et bouclé aussi d'or brochant sur le tout. |
| Blason de Jolivet | Détails | Le statut officiel du blason reste à déterminer. |

| Blason de Joppécourt | Blason  | De gueules à la bande ondée d'argent accostée de deux alérions du même posés en bande, au franc-quartier d'or chargé d'une croix d'azur. |
| Blason de Joppécourt | Détails | Création Jean-François Binon. |

| Blason de Jouaville | Blason  | De gueules au lion d'or armé et lampassé d'azur ; sur le tout, du même aux deux bars adossés aussi d'or ; à la bordure de sinople chargée de trois épis de blé, un posé en fasce queue à dextre en chef et deux aux flancs, et d'une étoile en pointe, le tout d'or. |
| Blason de Jouaville | Détails | * Il y a là non-respect de la règle de contrariété des couleurs : ces armes sont fautives (sinople sur gueules). Le statut officiel du blason reste à déterminer. |

| Blason de Joudreville | Blason  | Parti : au premier d'azur à la voile de navire d'or, au second coupé au I de gueules à la fleur de lys d'or et au II d'argent aux deux étoiles d'azur rangées en fasce. |
| Blason de Joudreville | Détails | Le statut officiel du blason reste à déterminer. |

| Blason de Juvrecourt | Blason  | D'azur à la fasce d'or accompagnée de trois besants d'argent rangés en chef et d'une croisette du même en pointe. |
| Blason de Juvrecourt | Détails | Le statut officiel du blason reste à déterminer.                                                                  |

- Haut – A
- B
- C
- D
- E
- F
- G
- H
- I
- J
- K
- L
- M
- N
- O
- P
- Q
- R
- S
- T
- U
- V
- W
- X
- Y
- Z

## L
| Blason de Labry | Blason  | D'azur à la fasce d'argent accompagnée, en chef, d'un lion léopardé d’or armé et lampassé de gueules et, en pointe, d'une quintefeuille du même. |
| Blason de Labry | Détails | Le statut officiel du blason reste à déterminer.                                                                                                 |

| Blason de Lachapelle | Blason  | De gueules à une chapelle terrassée d'argent accompagnée en chef de deux cailloux d'or. |
| Blason de Lachapelle | Détails | Armes parlantes. Le statut officiel du blason reste à déterminer.                       |

| Blason de Lagney | Blason  | De gueules à trois cailloux d'argent au chef du même chargé d'une ancre de marine de gueules accostée de deux grappes de raisins de pourpre feuillées de sinople. |
| Blason de Lagney | Détails | Le statut officiel du blason reste à déterminer. |

| Blason de Laître-sous-Amance | Blason  | D'azur aux deux bars adossés d'or, accompagnés en chef d'un écusson d'argent, aux flancs de deux croisettes recroisetées au pied fiché aussi d'or et en pointe d'une lettre M onciale du même. |
| Blason de Laître-sous-Amance | Détails | Le statut officiel du blason reste à déterminer. |

| Blason de Laix | Blason  | De sinople à la grappe de raisin feuillée d'or; chapé d'argent, chargé à dextre d'une hache contournée de sable et à senestre d'un râteau emmanché du même, posés dans le sens du chapé. |
| Blason de Laix | Détails | Création Dominique Larcher. Adopté le 9 février 2017. |

| Blason de Lalœuf | Blason  | De gueules au pal d’argent accompagné de deux colombes fondantes du même tenant dans leur bec une ampoule d’or. |
| Blason de Lalœuf | Détails | Le statut officiel du blason reste à déterminer.                                                                |

| Blason de Lamath | Blason  | De gueules à deux bars adossés d’argent accompagnés d’une crosse en chef et de trois cailloux à dextre, senestre et en pointe le tout d’or. |
| Blason de Lamath | Détails | Le statut officiel du blason reste à déterminer.                                                                                            |

| Blason de Landécourt | Blason  | Écartelé : au premier et au quatrième d'azur à la croix ancrée d'or chargée d'un tourteau de gueules, au deuxième et au troisième d'or à la croix de gueules frettée d'argent ; à la crosse abbatiale de gueules brochant sur la partition. |
| Blason de Landécourt | Détails | Le statut officiel du blason reste à déterminer. |

| Blason de Landremont | Blason  | D'azur au sautoir d'or, au dragon de gueules brochant sur le tout. |
| Blason de Landremont | Détails | Le statut officiel du blason reste à déterminer.                   |

| Blason de Landres | Blason  | D'azur à la croix d'argent chargée en abîme d'un écusson d'or surchargé de trois pals alésés et fichés de gueules. |
| Blason de Landres | Détails | Le statut officiel du blason reste à déterminer.                                                                   |

| Blason de Laneuvelotte | Blason  | D'azur semé de croisettes recroisetées au pied fiché d'or au lion du même, armé, lampassé et couronné de gueules, portant sur l'épaule senestre un cœur du même, brochant sur le tout, au chef d'hermine chargé d'un lambel de gueules. |
| Blason de Laneuvelotte | Détails | Le statut officiel du blason reste à déterminer. |

| Blason de Laneuveville-aux-Bois | Blason  | De sinople à la fontaine d'argent accompagnée en chef d'une étoile et d'un lion d'or, et en pointe d'un loup d'argent. |
| Blason de Laneuveville-aux-Bois | Détails | Le statut officiel du blason reste à déterminer.                                                                       |

| Blason de Laneuveville-derrière-Foug | Blason  | Mi-parti d'azur semé de croix recroisetées au pied fiché d'or à deux bars adossés du même, et fascé d'argent et de gueules de huit pièces. |
| Blason de Laneuveville-derrière-Foug | Détails | Le statut officiel du blason reste à déterminer.                                                                                           |

| Blason de Laneuveville-devant-Bayon | Blason  | D'or à la croix de gueules, au franc-quartier d'argent chargé d'un lion de sable armé et lampassé aussi de gueules, couronné du champ ; sur le tout, d'argent à la bande de gueules chargée de trois alérions d'or ; au village d'argent sur une terrasse du même brochant en pointe sur le tout. |
| Blason de Laneuveville-devant-Bayon | Détails | Le statut officiel du blason reste à déterminer. |

| Blason de Laneuveville-devant-Nancy | Blason  | D'azur à la champagne de sable chargée d'une charrue contournée d'or au soc d'argent, à l'écusson du même à la tige de chardon arrachée de sinople, fleurie de pourpre, feuillée de deux pièces piquantes au naturel et au chef aussi d'or chargé d'une bande de gueules surchargée de trois alérions aussi d'argent, placé au point du chef et accosté de quatre étoiles d'or rangées en chef, soutenues à dextre d'un soleil du même et à senestre d'une lune en croissant aussi d'or, au village d'argent posé sur la champagne brochant sur le tout. Devise / CriDans mes eaux est le sel de ma prospérité. |
| Blason de Laneuveville-devant-Nancy | Détails | * Il y a là non-respect de la règle de contrariété des couleurs : ces armes sont fautives (sable sur azur et or sur argent). Adopté en 1972. Blason de l'union des Cercles Généalogiques Lorrains. |

| Blason de Lanfroicourt | Blason  | D'azur à l'écusson d'argent accompagné de trois molettes d'éperon d'or. |
| Blason de Lanfroicourt | Détails | Le statut officiel du blason reste à déterminer.                        |

| Blason de Lantéfontaine | Blason  | Écartelé : au premier d'azur à la fleur de lys d'or, au deuxième d'or au tau de gueules, au troisième d'or au rencontre de cerf crucifére de gueules, au quatrième d'azur à la moucheture d'hermine d'argent. |
| Blason de Lantéfontaine | Détails | Le statut officiel du blason reste à déterminer. |

| Blason de Laronxe | Blason  | D'or au léopard de gueules soutenu d'un corbeau de sable, à l'orle aussi de gueules. |
| Blason de Laronxe | Détails | Le statut officiel du blason reste à déterminer.                                     |

| Blason de Laxou | Blason  | Parti : au premier de gueules au pic de carrier d'argent emmanché d'or, posé en barre et soutenu d'une grappe de raisin feuillée du même, au second aussi d'or au dauphin d'azur jaillissant d'argent et posé en pal. |
| Blason de Laxou | Détails | Adopté vers 1965 |

| Blason de Lay-Saint-Christophe | Blason  | D'azur à la crosse épiscopale d'or, chargée en abîme d'un anneau du même avec une pierre d'argent aux trois taches de gueules mal ordonnées, adextrée d'un lion contourné aussi d'or et senestrée d'une aigle du même, à la fleur de lys aussi d'argent brochant en pointe sur la crosse, au chef cousu aussi de gueules chargé de trois alérions aussi d'argent. |
| Blason de Lay-Saint-Christophe | Détails | * Ces armes emploient le terme « cousu » dans le seul but de contrevenir à la règle de contrariété des couleurs : elles sont fautives : gueules sur azur. Création abbé Huschard. Adopté en 1977. |

| Blason de Lay-Saint-Remy | Blason  | D'or au pal de gueules, à une colombe d'argent fondant et tenant dans son bec la Sainte Ampoule d'or brochant sur le tout. |
| Blason de Lay-Saint-Remy | Détails | Le statut officiel du blason reste à déterminer.                                                                           |

| Blason de Lebeuville | Blason  | D'azur semé de croisettes pommetées au pied fiché d'or à la croix d'argent chargée d'une tête de girafe de gueules. |
| Blason de Lebeuville | Détails | Le statut officiel du blason reste à déterminer.                                                                    |

| Blason de Leintrey | Blason  | De gueules à l'épi d'or senestré d'une branche d'osier du même au chef triangulaire coupé ondé d'azur et d'argent. |
| Blason de Leintrey | Détails | Le statut officiel du blason reste à déterminer.                                                                   |

| Blason de Lemainville | Blason  | D'argent aux trois chevrons de gueules, au chef du même chargé de trois alérions du champ, à la crosse abbatiale d'azur brochant sur le tout. |
| Blason de Lemainville | Détails | Le statut officiel du blason reste à déterminer.                                                                                              |

| Blason de Leménil-Mitry | Blason  | D'or aux trois tourteaux de gueules.             |
| Blason de Leménil-Mitry | Détails | Le statut officiel du blason reste à déterminer. |

| Blason de Lenoncourt | Blason  | D'argent à la croix engrêlée de gueules.         |
| Blason de Lenoncourt | Détails | Le statut officiel du blason reste à déterminer. |

| Blason de Lesménils | Blason  | D'or à la fasce haussée de sable, accompagnée en chef d'un lion issant couronné de gueules et en pointe de deux flammes du même. |
| Blason de Lesménils | Détails | Le statut officiel du blason reste à déterminer.                                                                                 |

| Blason de Létricourt | Blason  | D'argent à la fasce de sable, surmontée d'un léopard de gueules. |
| Blason de Létricourt | Détails | Le statut officiel du blason reste à déterminer.                 |

| Blason de Lexy | Blason  | Parti d’azur à deux bars adossés d’or accompagnés de quatre croix pommetées au pied fiché de même, et de sinople à trois annelets d’or accompagnés en pointe d'une étoile de même. |
| Blason de Lexy | Détails | Création Marcel Mourlon. Adopté en 1977. |

| Blason de Leyr | Blason  | De gueules à la tour d'argent maçonnée de sable, chargée en abîme d'un écusson d'azur, à la bordure d'or. |
| Blason de Leyr | Détails | Le statut officiel du blason reste à déterminer.                                                          |

| Blason de Limey-Remenauville | Blason  | D'argent à l'orme de sinople, à la bordure du même. |
| Blason de Limey-Remenauville | Détails | Le statut officiel du blason reste à déterminer.    |

| Blason de Lironville | Blason  | De gueules à la colombe fondante d'argent tenant dans son bec la Sainte Ampoule d'or cantonnée de quatre lionceaux d'argent armés, lampassés et couronnés d'or. |
| Blason de Lironville | Détails | Le statut officiel du blason reste à déterminer. |

| Blason de Liverdun | Blason  | D'argent à la branche de chêne de sinople, posée en pal, englantée de gueules. |
| Blason de Liverdun | Détails | Le statut officiel du blason reste à déterminer.                               |

| Blason de Loisy | Blason  | De gueules aux deux clefs d'or passées en sautoir, accostées de deux épées d'argent la pointe en bas, à la divise de sable brochant en fasce sur le tout. |
| Blason de Loisy | Détails | Le statut officiel du blason reste à déterminer. |

| Blason de Longlaville | Blason  | Parti : au premier mi-parti d'azur semé de croisettes recroisetées au pied fiché d'or aux deux bars adossés du même brochant sur le tout, au second d'or au haut-fourneau de sable, maçonné d'argent, flamboyant de gueules, posé sur une terrasse aussi de sable avec une coulée aussi de gueules. |
| Blason de Longlaville | Détails | Ce blason est utilisé depuis le 24 octobre 1967. |

| Blason de Longuyon | Blason  | D'azur aux deux bars adossés d'or, accostés de deux croisettes patriarcales du même, accompagnés en chef et en pointe de deux croisettes tréflées au pied fiché d'argent. |
| Blason de Longuyon | Détails | Le statut officiel du blason reste à déterminer. |

| Blason de Longwy | Blason  | D'azur aux deux bars adossés d'or accompagnés de quatre croisettes pommetées au pied fiché d'argent. |
| Blason de Longwy | Détails | Le statut officiel du blason reste à déterminer.                                                     |

| Blason de Lorey | Blason  | D’azur à la fasce ondée d’argent, accompagnée en chef et en pointe de deux épis de blé d’or, deux flambeaux de gueules allumés d’or passés en sautoir brochant sur le tout. |
| Blason de Lorey | Détails | Le statut officiel du blason reste à déterminer. |

| Blason de Loromontzey | Blason  | Parti d'or à la tour de gueules maçonnée de sable, et de gueules à la croix pattée d'argent. |
| Blason de Loromontzey | Détails | Le statut officiel du blason reste à déterminer.                                             |

| Blason de Lubey | Blason  | D'or à l'oculus quadrilobé de gueules rempli d'argent, au chef d'azur chargé d'un filet crénelé aussi d'argent. |
| Blason de Lubey | Détails | Création Dominique Larcher. Adopté le 5 juillet 2003.                                                           |

| Blason de Lucey | Blason  | Tranché: au 1er d'azur à deux mirabelles d'or, rangées en fasce, celle de senestre brochant sur l'autre, au 2e d'argent à la grappe de raisin de sable tigée de sinople, sans feuille ; à la bande de gueules brochant sur la partition; au soleil non figuré d'or brochant en cœur sur le tout. |
| Blason de Lucey | Détails | Le statut officiel du blason reste à déterminer. |

| Blason de Ludres | Blason  | Tranché : au premier d’or maçonné de gueules au casque romain du même à la cocarde du champ brochant, au second d’or maçonné de sapins stylisés (filet en pal sommé en pal alésé sommé d’un triangle en filet) de gueules, au maillet et au marteau passés en sautoir, à la lampe de mineur brochant sur le sautoir, le tout du même ; à la bande de gueules chargée d'une branche de vigne à deux grappes de raisin feuillées d'or brochant sur la partition. |
| Blason de Ludres | Détails | Adopté le 15 juin 1976. On trouve des émaux différents selon les sites. |

| Blason de Lunéville | Blason  | D'or à la bande d'azur chargée de trois croissants d'argent. |
| Blason de Lunéville | Détails | Le statut officiel du blason reste à déterminer.             |

| Blason de Lupcourt | Blason  | Coupé : au premier d'argent au loup de sable, au second parti au I d'azur aux trois besants d'or et au chef d'argent chargé d'un léopard de gueules et au II d'azur à la tour d'argent maçonnée de sable accompagnée de trois croisettes fleuronnées d'or mal ordonnées. |
| Blason de Lupcourt | Détails | Armes parlantes. (lup- fait référence au loup) Le statut officiel du blason reste à déterminer. |

- Haut – A
- B
- C
- D
- E
- F
- G
- H
- I
- J
- K
- L
- M
- N
- O
- P
- Q
- R
- S
- T
- U
- V
- W
- X
- Y
- Z

## M
| Blason de Magnières | Blason  | D'argent au chêne arraché de sinople, au chef de gueules chargé de trois tourterelles d'argent. |
| Blason de Magnières | Détails | Le statut officiel du blason reste à déterminer.                                                |

| Blason de Maidières | Blason  | Coupé crénelé : au premier d'azur à une colombe fondante d'argent tenant dans son bec en pointe la Sainte Ampoule d'or, au second d'argent à la clef d'azur posée en fasce le panneton vers la pointe. |
| Blason de Maidières | Détails | Le statut officiel du blason reste à déterminer. |

| Blason de Mailly-sur-Seille | Blason  | De gueules aux trois maillets d'or.                                                  |
| Blason de Mailly-sur-Seille | Détails | Armes parlantes (Mailly ⇔ maillet). Le statut officiel du blason reste à déterminer. |

| Blason de Mairy-Mainville | Blason  | Parti au 1er coupé d’argent à la croix ancrée de gueules et d'or à la fasce vivrée de sable, au 2e d'argent à la bande de gueules chargée de trois quartefeuilles d'or. |
| Blason de Mairy-Mainville | Détails | Le statut officiel du blason reste à déterminer. |

| Blason de Maixe | Blason  | D'azur à une patte de lion d'or armée de gueules mise en fasce, au chef d'argent chargé de trois molettes d'éperon de dix rais de gueules. |
| Blason de Maixe | Détails | Le statut officiel du blason reste à déterminer.                                                                                           |

| Blason de Maizières | Blason  | D'or au chevron de gueules, accompagné en chef à dextre d'une fleur de chardon feuillée de deux pièces, à senestre d'un tau et d'une fleur de lys posés en bande et en pointe d'un lion, le tout de sable. |
| Blason de Maizières | Détails | Le statut officiel du blason reste à déterminer. |

| Blason de Malavillers | Blason  | D'azur à la croix ancrée d'argent cantonnée de quatre besants du même, chargée d'une rose du champ. |
| Blason de Malavillers | Détails | Le statut officiel du blason reste à déterminer.                                                    |

| Blason de Malleloy | Blason  | D'azur au sautoir d'argent cantonné de quatre besants d'or. |
| Blason de Malleloy | Détails | Le statut officiel du blason reste à déterminer.            |

| Blason de Malzéville | Blason  | Parti : au premier de sable à la patte d'oie d'argent posée en pal, au second d'argent à la croix patriarcale de gueules. |
| Blason de Malzéville | Détails | Utilisé depuis 1771 |

| Blason de Mamey | Blason  | D'azur aux deux bars adossés d'or surmontés d'un massacre de cerf d'argent sommé d'une croisette du même, à la bordure engrêlée d'or. |
| Blason de Mamey | Détails | Le statut officiel du blason reste à déterminer.                                                                                      |

| Blason de Mance | Blason  | Parti : au premier d'or aux trois pals alésés et fichés de gueules, au second d'azur à la bande ondée d'argent. |
| Blason de Mance | Détails | Le statut officiel du blason reste à déterminer.                                                                |

| Blason de Mancieulles | Blason  | Gironné d'argent et d'azur de huit pièces, les girons d'argent en sautoir et les girons d'azur en croix, ces derniers chargés d'un pic de mineur posé en pal en chef, de deux maillets appointés posés en fasce aux flancs et d'une croisette ancrée en pointe, le tout d'or. |
| Blason de Mancieulles | Détails | Adopté en 1980. |

| Blason de Mandres-aux-Quatre-Tours | Blason  | D'azur aux deux bars adossés d'or, accompagnés de quatre croisettes recroisetées au pied fiché du même et cantonnés de quatre tours d'argent maçonnées de sable. |
| Blason de Mandres-aux-Quatre-Tours | Détails | Conflit héraldique : le dessin montre les tours aussi ajourées de sable. Armes parlantes. (quatre tours) Le statut officiel du blason reste à déterminer.        |

| Blason de Mangonville | Blason  | De gueules à deux crosses d'argent posées en sautoir, chargées d'un écu en losange d'or surchargé d'un navire maillé et cordé de sable voguant sur une rivière d'azur. |
| Blason de Mangonville | Détails | Le statut officiel du blason reste à déterminer. |

| Blason de Manoncourt-en-Vermois | Blason  | Losangé d'or et de gueules à la fasce d'azur brochante, à la crosse épiscopale d'argent brochant sur le tout. |
| Blason de Manoncourt-en-Vermois | Détails | Le statut officiel du blason reste à déterminer.                                                              |

| Blason de Manoncourt-en-Woëvre | Blason  | D'or à la hure de sanglier de sable allumé et défendu de gueules, chapé de gueules à deux cailloux d'argent. |
| Blason de Manoncourt-en-Woëvre | Détails | Le statut officiel du blason reste à déterminer.                                                             |

| Blason de Manonville | Blason  | D'or à la croix de sable frettée de douze pièces d'argent, cantonnée de quatre lionceaux de gueules, armés, lampassés et couronnés aussi d'argent. |
| Blason de Manonville | Détails | Le statut officiel du blason reste à déterminer.                                                                                                   |

| Blason de Manonviller | Blason  | De gueules au tétragone bastionné d'or et évidé de gueules accompagné en chef d'un rencontre de bélier adextré d'une volute de crosse et senestré d'une roue de moulin, le tout d'argent. Différences entre dessin et blasonnement : Un tétragone est un polygone à quatre angles, pas nécessairement un carré, "bastionné" est largement insuffisant pour définir ce qui est représenté. |
| Blason de Manonviller | Détails | Le statut officiel du blason reste à déterminer. |

| Blason de Marainviller | Blason  | D'or à la bande de gueules chargée de trois étoiles d'argent, accompagnée en chef d'un écu d'azur chargé d'une fleur de lys d'or et en pointe d'un cheval cabré de gueules. |
| Blason de Marainviller | Détails | Différences entre dessin et blasonnement : étoile à plomb. Le statut officiel du blason reste à déterminer.                                                                 |

| Blason de Marbache | Blason  | D'or à la cotice ondée d'azur, accompagnée en chef d'une porte soudée d'argent, ouverte et ajourée de sable, essorée de gueules, et en pointe d'une roue de moulin aussi de sable.                      |
| Blason de Marbache | Détails | * Ces armes emploient le terme « cousu » dans le seul but de contrevenir à la règle de contrariété des couleurs : elles sont fautives : argent sur or. Le statut officiel du blason reste à déterminer. |

| Blason de Maron | Blason  | De gueules à la croix estrée haussée d'argent, cantonnée en chef de deux escargots affrontés, en pointe à dextre d'une grappe de raisin et à senestre de deux pics de mineur passés en sautoir, le tout d'or. |
| Blason de Maron | Détails | Différences entre dessin et blasonnement : Croix estrée. Les armes de Meulson sont tirées d'un dessin de Thierry Henriet modifié par François Meyer, réalisé en 1991.                                         |

| Blason de Mars-la-Tour | Blason  | D'argent à la tour de sable, ouverte et ajourée du champ, donjonnée de trois tourelles aussi de sable. |
| Blason de Mars-la-Tour | Détails | Le statut officiel du blason reste à déterminer.                                                       |

| Blason de Marthemont | Blason  | D'argent à la montagne de trois coupeaux de sinople mouvant de la pointe, surmontée d'une marmite de sable. |
| Blason de Marthemont | Détails | Armes parlantes. (mont) Le statut officiel du blason reste à déterminer.                                    |

| Blason de Martincourt | Blason  | D'or au lion naissant de gueules.                |
| Blason de Martincourt | Détails | Le statut officiel du blason reste à déterminer. |

| Blason de Mattexey | Blason  | Mi-parti : au premier d'or à la croix de gueules frettée d'argent, au second d'argent à la croix engrêlée de gueules. |
| Blason de Mattexey | Détails | Le statut officiel du blason reste à déterminer.                                                                      |

| Blason de Maxéville | Blason  | D'argent au pal engrêlé de gueules.              |
| Blason de Maxéville | Détails | Le statut officiel du blason reste à déterminer. |

| Blason de Mazerulles | Blason  | Écartelé en sautoir : au premier et au quatrième d'azur à la tête de licorne d'argent, au deuxième et au troisième d'or à la rose de gueules. |
| Blason de Mazerulles | Détails | Le statut officiel du blason reste à déterminer.                                                                                              |

| Blason de Méhoncourt | Blason  | De gueules au chef cousu d'azur chargé de trois étoiles d'or. |
| Blason de Méhoncourt | Détails | * Ces armes emploient le terme « cousu » dans le seul but de contrevenir à la règle de contrariété des couleurs : elles sont fautives : azur sur gueules. Armes de l'abbaye de Belchamp. Le statut officiel du blason reste à déterminer. |

| Blason de Ménil-la-Tour | Blason  | D'argent à trois chevrons de gueules accompagnés de dix mouchetures d'hermine de sable 4, 3, 2 et 1.                                                        |
| Blason de Ménil-la-Tour | Détails | Armes de la famille seigneuriale de Ménil-la-Tour, d'ancienne chevalerie. Conflit héraldique : le dessin ne montre que deux mouchetures d'hermine. Utilisé. |

| Blason de Mercy-le-Bas | Blason  | D'or à la croix d'azur.                          |
| Blason de Mercy-le-Bas | Détails | Le statut officiel du blason reste à déterminer. |

| Blason de Mercy-le-Haut | Blason  | D'or à la croix d'azur chargée d'un faisceau de licteur contourné d'argent. |
| Blason de Mercy-le-Haut | Détails | Le statut officiel du blason reste à déterminer.                            |

| Blason de Méréville | Blason  | Mi-parti : au premier d'argent à la croix de gueules, au second d'or à la croix de gueules frettée d'argent. |
| Blason de Méréville | Détails | Le statut officiel du blason reste à déterminer.                                                             |

| Blason de Merviller | Blason  | De gueules à la bande ondée d'argent chargée de trois épis de blé tigés et feuillés de sinople posés en pal, accompagnée, en chef, d'un pic de carrier aussi d'argent emmanché d'or et, en pointe, d'une pierre de meule du même. |
| Blason de Merviller | Détails | Le statut officiel du blason reste à déterminer. |

| Blason de Messein | Blason  | Tranché : au premier d'or à la clef et à l'épée cousues d'argent passées en sautoir, au second de sinople au casque d'argent et à la roue de moulin du même posés en bande ; à la plaine ondée d'azur brochant sur la roue de moulin et la partition, soutenant une voile triangulaire d'argent brochant sur le tout. |
| Blason de Messein | Détails | * Il y a là non-respect de la règle de contrariété des couleurs : ces armes sont fautives (argent sur or). Ces armes ont été adoptées en 1985. |

| Blason de Mexy | Blason  | D'argent au chevron de gueules accompagné en chef de trois merlettes rangées en chef et en pointe d'une rose, le tout du même. |
| Blason de Mexy | Détails | Le statut officiel du blason reste à déterminer.                                                                               |

| Blason de Mignéville | Blason  | Ecartelé aux 1- 4 d’azur à la croix d’argent cantonnée de vingt fleurs de lys d’or, cinq dans chaque canton ; aux 2 - 3 de gueules au dextrochère de carnation vêtu d’azur, mouvant d’un nuage d’argent, tenant une épée garnie d’or accostée de deux cailloux du même. |
| Blason de Mignéville | Détails | Le statut officiel du blason reste à déterminer. |

| Blason de Millery | Blason  | D'argent à la croix pattée de gueules cantonnée de quatre grappes de raisin de pourpre feuillées de sinople. |
| Blason de Millery | Détails | Le statut officiel du blason reste à déterminer.                                                             |

| Blason de Minorville | Blason  | D'argent à la croix pattée de gueules cantonnée aux 1er et 4e d'une coquille et aux 2e et 3e d'un caillou, le tout d'azur. |
| Blason de Minorville | Détails | Le statut officiel du blason reste à déterminer.                                                                           |

| Blason de Moineville | Blason  | D'azur aux deux bars adossés accompagnés, en chef et en pointe, de deux croisettes recroisetées au pied fiché, accostés, à dextre, d'un puits de mine et, à senestre, d'un alérion, le tout d'or surmonté d'un écusson d'argent à la croix patriarcale alésée de gueules. |
| Blason de Moineville | Détails | Le statut officiel du blason reste à déterminer. |

| Blason de Moivrons | Blason  | D'azur à Saint Gorgon à cheval, armé de pied en cap, sur une terrasse, le tout d'or, au chef d'argent chargé d'un tau de sable. |
| Blason de Moivrons | Détails | Le statut officiel du blason reste à déterminer.                                                                                |

| Blason de Moncel-lès-Lunéville | Blason  | De gueules aux cinq annelets d'or.               |
| Blason de Moncel-lès-Lunéville | Détails | Le statut officiel du blason reste à déterminer. |

| Blason de Moncel-sur-Seille | Blason  | D’azur au faucon pèlerin de gueules, becqué et membré d’or posé sur une montagne de sinople mouvant de la pointe et brochant sur une fasce ondée d’argent. |
| Blason de Moncel-sur-Seille | Détails | Ce blason a été adopté en 1992. |

| Blason de Montauville | Blason  | Tranché : au premier de sinople au chef d'argent, aux trois lances de tournoi d'or posées en pal et rangées en fasce, brochant sur le tout, au second d'or à la bande de gueules chargée de trois alérions d'argent. |
| Blason de Montauville | Détails | Le statut officiel du blason reste à déterminer. |

| Blason de Montenoy | Blason  | D'azur à une croix recroisetée et au pied fiché d'or. |
| Blason de Montenoy | Détails | Utilisé par la municipalité. |
| Blason de Montenoy | Alias   | Coupé : au 1er d'or à la bande de gueules chargée de trois alérions d'argent, au 2d parti au I de gueules à un dextrochère de carnation vêtu d'azur, issant d'un nuage d'argent, tenant une épée d'argent garnie d'or, accostée de deux cailloux d'or ; au II d'azur semé de croisettes recroisetées au pied fiché d'or à deux bars adossés de même. Ancien blason de la commune, adopté en 1967. |

| Blason de Montigny | Blason  | De gueules aux deux saumons adossés d'argent, au chef du même chargé d'une croisette formée de quatre demi-annelets accolés du champ, accompagnée de deux besants du même, celui de dextre chargé d'une lune croissante aussi d'argent et celui de senestre d'un soleil d'or. |
| Blason de Montigny | Détails | Le statut officiel du blason reste à déterminer. |

| Blason de Montigny-sur-Chiers | Blason  | Écartelé : au premier d'or au chêne arraché de sinople, au deuxième de gueules aux deux bars adossés d'or, au troisième de gueules à l'alérion d'argent, au quatrième d'or aux trois roses de gueules. |
| Blason de Montigny-sur-Chiers | Détails | Le statut officiel du blason reste à déterminer. |

| Blason de Montreux | Blason  | D'or à l'église de sable mouvante de la pointe, chapé de gueules, chargé à dextre de deux saumons adossés d'argent surmontés d'une tour de même, ouverte, ajourée et maçonnée de sable et à senestre de trois jumelles d'argent à la bordure du même. |
| Blason de Montreux | Détails | Le statut officiel du blason reste à déterminer. |

| Blason de Mont-Bonvillers | Blason  | Parti : au premier d'azur à l'église d’argent ouverte et maçonnée de sable, posée sur un mont de sinople ouvert d'argent, au second mi-parti de gueules à la croix d'argent. |
| Blason de Mont-Bonvillers | Détails | Le statut officiel du blason reste à déterminer. |

| Blason de Mont-le-Vignoble | Blason  | D'argent au mont de six coupeaux de sinople mouvant de la pointe, surmonté de trois grappes de raisin de pourpre feuillées de sinople rangées en chef. |
| Blason de Mont-le-Vignoble | Détails | Armes parlantes. (mont + vigne en chef) Le statut officiel du blason reste à déterminer.                                                               |

| Blason de Mont-l'Étroit | Blason  | Tiercé chapé ployé : au premier de sinople au sapin arraché d'argent, au deuxième d'azur au bar d'or contourné en pal, au troisième d'or à l'alérion de gueules accosté de deux vergettes ondées d'azur. |
| Blason de Mont-l'Étroit | Détails | Le statut officiel du blason reste à déterminer. |

| Blason de Mont-Saint-Martin | Blason  | Écartelé : au premier d'azur aux deux bars adossés d'or accompagnés de quatre croisettes pommetées au pied fiché d'argent, au deuxième d'argent au mont de trois coupeaux de sinople, celui du milieu sommé d'une église de sable, ouverte et ajourée du champ, accostée de deux étoiles de gueules, au troisième de sinople au haut-fourneau d'or flamboyant de gueules sur une nuée d'argent, posé sur une terrasse du même chargée d'une coulée aussi de gueules et accosté de deux roues d'engrenage aussi d'argent, au quatrième d'or à la bande de gueules chargée de trois alérions d'argent, côtoyée de deux filets ondés d'azur. |
| Blason de Mont-Saint-Martin | Détails | Le statut officiel du blason reste à déterminer. |

| Blason de Mont-sur-Meurthe | Blason  | D'azur au pairle renversé d'argent, accompagné en chef de deux pattes d'aigle affrontées d'or mouvant des flancs et en pointe d'une étoile du même. |
| Blason de Mont-sur-Meurthe | Détails | Le statut officiel du blason reste à déterminer. |

| Blason de Morfontaine | Blason  | Parti : au premier fascé d'argent et d'azur de huit pièces à la croix patriarcale de gueules brochant sur le tout, au second fascé d'azur et d'argent de huit pièces, à la bordure de gueules chargée de six besants aussi d'argent et brochant sur le tout. |
| Blason de Morfontaine | Détails | Adopté en mars 1978. |

| Blason de Moriviller | Blason  | D’argent à la bande d’azur chargée de trois roses d’argent, accostée de deux croix de Malte de gueules, à la crosse du même brochant sur le tout. |
| Blason de Moriviller | Détails | Le statut officiel du blason reste à déterminer.                                                                                                  |

| Blason de Morville-sur-Seille | Blason  | D'azur à l'aigle d'or, à la fasce ondée d'argent brochant sur le tout. |
| Blason de Morville-sur-Seille | Détails | Le statut officiel du blason reste à déterminer.                       |

| Blason de Mouacourt | Blason  | Coupé d'azur à une clef d'or et une épée d'argent en sautoir ; et d'argent à la croix de Lorraine de gueules. |
| Blason de Mouacourt | Détails | Création M Husson. Adopté le 7 octobre 2014.                                                                  |

| Blason de Mouaville | Blason  | D'argent au marronnier arraché de sinople, au chef échiqueté d'or et d'azur de trois tires. |
| Blason de Mouaville | Détails | Le statut officiel du blason reste à déterminer.                                            |

| Blason de Mousson | Blason  | D'argent à la croix d'azur semée de croisettes recroisetées au pied fiché d'or. |
| Blason de Mousson | Détails | Le statut officiel du blason reste à déterminer.                                |

| Blason de Moutiers | Blason  | De sable à la croix d'or, cantonnée en chef à dextre d'une fleur de lys, à senestre d'une tour, en pointe à dextre d'une façade d'église et à senestre d'un puits de mine, le tout d'or. |
| Blason de Moutiers | Détails | Conflit héraldique : la tour est présentée ajourée de sable. Le statut officiel du blason reste à déterminer.                                                                            |

| Blason de Moutrot | Blason  | Écartelé en sautoir: au 1er d'or au château d'eau d'azur, aux 2e et 3e de gueules plain, au 4 d'or au pont de sable maçonné d'argent sur une rivière d'azur mouvant de la pointe. |
| Blason de Moutrot | Détails | Adopté en septembre 2011. |

| Blason de Moyen | Blason  | De gueules au château de quatre tours pavillonnées d'argent, à la porte coulissée ouverte du champ, le tout mouvant de la pointe, surmonté d'un écusson aussi d'argent chargé d'un lion de sable, armé, lampassé et couronné d'or. |
| Blason de Moyen | Détails | Différences entre dessin et blasonnement : le tout mouvant de la pointe. Le statut officiel du blason reste à déterminer. |

| Blason de Murville | Blason  | De gueules à la croix d'argent, au franc-quartier d'or chargé de trois pals alésés et fichés du champ. |
| Blason de Murville | Détails | Le statut officiel du blason reste à déterminer.                                                       |

- Haut – A
- B
- C
- D
- E
- F
- G
- H
- I
- J
- K
- L
- M
- N
- O
- P
- Q
- R
- S
- T
- U
- V
- W
- X
- Y
- Z

## N
| Blason de Nancy | Blason  | D'argent à la tige de chardon arrachée de sinople, fleurie de pourpre, chargée de deux feuilles piquantes au naturel ; au chef coupé d'un et parti de trois : au premier fascé d'argent et de gueules de huit pièces, au deuxième d'azur semé de fleurs de lys d'or brisé en chef d'un lambel de gueules, au troisième d'argent à la croix potencée d'or cantonnée de quatre croisettes du même, au quatrième d'or à quatre pals de gueules, au cinquième d'azur semé de fleurs de lys d'or à la bordure cousue de gueules, au sixième d'azur au lion contourné d'or à la queue fourchue, armé, lampassé et couronné de gueules, au septième d'or au lion de sable armé et lampassé de gueules, au huitième d'azur semé de croisettes recroisetées au pied fiché d'or aux deux bars adossés du même brochant sur le tout, sur le tout, d'or à la bande de gueules chargée de trois alérions d'argent. Ornements extérieursLégion d’honneur, Croix de guerre 1914-1918, Croix de guerre 1939-1945. |
| Blason de Nancy | Détails | Devise: « non inultus premor » (qui s'y frotte s'y pique). |

| Blason de Neufmaisons | Blason  | D'or à la bande de gueules à neuf alérions mis en bande brochant sur le tout de l'un en l'autre. |
| Blason de Neufmaisons | Détails | Le statut officiel du blason reste à déterminer.                                                 |

| Blason de Neuves-Maisons | Blason  | Parti : au premier de gueules à la fleur de lys d'argent de laquelle naissent deux palmes de sinople, au second d'or à la bande de gueules chargée de trois alérions d'argent ; sur le tout mouvant de la pointe de sinople à l'enclume d'argent posée sur une champagne cousue d'azur et surmontée d'un marteau aussi d'argent posé en fasce. |
| Blason de Neuves-Maisons | Détails | * Ces armes emploient le terme « cousu » dans le seul but de contrevenir à la règle de contrariété des couleurs : elles sont fautives : azur sur sinople. Le statut officiel du blason reste à déterminer. |

| Blason de Neuviller-lès-Badonviller | Blason  | De gueules semé de croix recroisetées au pied fiché d'or à deux saumons adossés du même, à la terrasse de sinople soutenant un village d'argent. |
| Blason de Neuviller-lès-Badonviller | Détails | Le statut officiel du blason reste à déterminer.                                                                                                 |

| Blason de Neuviller-sur-Moselle | Blason  | D'argent au mont de sable enflammé de gueules.   |
| Blason de Neuviller-sur-Moselle | Détails | Le statut officiel du blason reste à déterminer. |

| Blason de Nomeny | Blason  | D'azur à la croix recroisetée d'or, la branche du chef de deux pièces. |
| Blason de Nomeny | Détails | Le statut officiel du blason reste à déterminer.                       |

| Blason de Nonhigny | Blason  | De gueules à la fontaine d'or jaillissante d'argent, soutenue de deux saumons du même adossés en chevron renversé. |
| Blason de Nonhigny | Détails | Le statut officiel du blason reste à déterminer.                                                                   |

| Blason de Norroy-le-Sec | Blason  | Coupé de Lorraine, et d'argent au noyer sec arraché de sable.           |
| Blason de Norroy-le-Sec | Détails | Armes parlantes. (sec) Le statut officiel du blason reste à déterminer. |

| Blason de Norroy-lès-Pont-à-Mousson | Blason  | De gueules au pont de trois arches d'argent flanqué de deux tours couvertes du même, posé sur une rivière de sinople mouvant de la pointe, au noyer arraché d'or brochant sur le tout. |
| Blason de Norroy-lès-Pont-à-Mousson | Détails | * Il y a là non-respect de la règle de contrariété des couleurs : ces armes sont fautives (sinople sur gueules). Le statut officiel du blason reste à déterminer.                      |

| Blason de Noviant-aux-Prés | Blason  | Coupé : au premier parti au I d'argent aux quatre lionceaux de gueules, armés, lampassés et couronnés d'or, et au II losangé de gueules et d'or, au second de sinople à l'agneau pascal d'argent. |
| Blason de Noviant-aux-Prés | Détails | Le conflit héraldique : le dessin présente quatre lionceaux. Le statut officiel du blason reste à déterminer.                                                                                     |

- Haut – A
- B
- C
- D
- E
- F
- G
- H
- I
- J
- K
- L
- M
- N
- O
- P
- Q
- R
- S
- T
- U
- V
- W
- X
- Y
- Z

## O
| Blason de Ochey | Blason  | D'or aux deux lions léopardés de gueules passant l'un sur l'autre. |
| Blason de Ochey | Détails | Le statut officiel du blason reste à déterminer.                   |

| Blason de Ogéviller | Blason  | D'azur à la bande d'argent chargée de trois coquilles de sable, accompagnée de neuf billettes d'or posées en bande, ordonnées 1 et 3 en chef, 3 et 2 en pointe. |
| Blason de Ogéviller | Détails | Le statut officiel du blason reste à déterminer. |

| Blason de Ognéville | Blason  | Burelé d’argent et de sable aux deux cierges d’or allumés de gueules passés en sautoir brochant sur le tout. |
| Blason de Ognéville | Détails | Le statut officiel du blason reste à déterminer.                                                             |

| Blason de Olley | Blason  | D'argent à la lampe à huile de gueules allumée d'or, au chef d'azur chargé de deux quartefeuilles aussi d'or, feuillées du même et boutonnées aussi de gueules. |
| Blason de Olley | Détails | Le statut officiel du blason reste à déterminer. |

| Blason de Omelmont | Blason  | De gueules à la tour d'argent maçonnée de sable, posée sur une terrasse de sinople, accostée de deux gerbes de blé d'or.                    |
| Blason de Omelmont | Détails | * Il y a là non-respect de la règle de contrariété des couleurs : ces armes sont fautives. Le statut officiel du blason reste à déterminer. |

| Blason de Onville | Blason  | D'azur à la crosse abbatiale contournée d'or, cantonnée de quatre grappes de raisin feuillées du même, à la fasce engrêlée d'argent brochant sur le tout. |
| Blason de Onville | Détails | Création Hubert Collin, Directeur des services d’archives du département de Meurthe-et-Moselle. Adopté le 2 décembre 1983.                                |

| Blason de Ormes-et-Ville | Blason  | D'argent à l'orme de sinople mouvant d'un mur crénelé, fortifié de deux tours de sable, le mur et les tours maçonnés d'argent. |
| Blason de Ormes-et-Ville | Détails | Armes parlantes. (orme) Le statut officiel du blason reste à déterminer.                                                       |

| Blason de Othe | Blason  | De gueules à la crosse épiscopale d'or accostée, en chef, d'un épi de blé feuillé du même et, en pointe, d'une épée renversée d'argent garnie aussi d'or, le tout posé en barre, à la bande de sinople chargée de trois feuilles de chêne parties d'argent et d'or à plomb, brochant sur le tout. |
| Blason de Othe | Détails | Le statut officiel du blason reste à déterminer. |

| Blason de Ozerailles | Blason  | D'argent au bâton de Saint Christophe de gueules mouvant d'une plaine ondée d'azur, accosté de deux rameaux d'osier de sinople posés en pal. |
| Blason de Ozerailles | Détails | Armes parlantes. (osier) Le statut officiel du blason reste à déterminer.                                                                    |

- Haut – A
- B
- C
- D
- E
- F
- G
- H
- I
- J
- K
- L
- M
- N
- O
- P
- Q
- R
- S
- T
- U
- V
- W
- X
- Y
- Z

## P
| Blason de Pagney-derrière-Barine | Blason  | D'argent au lion de gueules issant d'une montagne de six coupeaux de sinople. |
| Blason de Pagney-derrière-Barine | Détails | Le statut officiel du blason reste à déterminer.                              |

| Blason de Pagny-sur-Moselle | Blason  | Tranché : au premier d'azur au lion léopardé d'or passant en bande, au second aussi d'or à la bande de gueules chargée de trois alérions d'argent. |
| Blason de Pagny-sur-Moselle | Détails | Le statut officiel du blason reste à déterminer.                                                                                                   |

| Blason de Pannes | Blason  | De vair à la bande de gueules chargée de trois alérions d'argent. |
| Blason de Pannes | Détails | Le statut officiel du blason reste à déterminer.                  |

| Blason de Parey-Saint-Césaire | Blason  | Parti au premier d'or à la bande de gueules chargée de trois alérions d'argent, au second burelé d'argent et de sable. |
| Blason de Parey-Saint-Césaire | Détails | Le statut officiel du blason reste à déterminer.                                                                       |

| Blason de Parroy | Blason  | De gueules aux trois lionceaux d'or à la bordure engrêlée cousue d'azur. |
| Blason de Parroy | Détails | * Ces armes emploient le terme « cousu » dans le seul but de contrevenir à la règle de contrariété des couleurs : elles sont fautives : azur sur gueules. Le statut officiel du blason reste à déterminer. |

| Blason de Parux | Blason  | Écartelé aux 1 - 4 d'or au lion d'azur armé, lampassé et couronné d'or et aux 2 - 3 d'or à l'étoile à six rais de gueules à la bordure du même. |
| Blason de Parux | Détails | Le statut officiel du blason reste à déterminer.                                                                                                |

| Blason de Petit-Failly | Blason  | D'argent à la pousse arrachée de trois feuilles de gueules accompagnée de deux merlettes affrontées de sable. |
| Blason de Petit-Failly | Détails | Le statut officiel du blason reste à déterminer.                                                              |

| Blason de Petitmont | Blason  | De gueules aux deux saumons adossés d'argent accompagnés en chef et aux flancs de trois croisettes recroisetées au pied fiché du même et, en pointe d'un mont de trois coupeaux mouvant de la pointe aussi d'argent. |
| Blason de Petitmont | Détails | Armes parlantes. (mont) Le statut officiel du blason reste à déterminer. |

| Blason de Pettonville | Blason  | D'argent à la fasce ondée d'azur accompagnée en chef à dextre, d'un lion de gueules armé, lampassé et couronné d'or, à senestre d'une coquille de sable et en pointe d'une branche d'osier de sinople. |
| Blason de Pettonville | Détails | Le statut officiel du blason reste à déterminer. |

| Blason de Pexonne | Blason  | Parti: au 1er d'or à la bande de gueules chargée de trois alérions d'argent, au 2e de gueules semé de croix recroisetées au pied fiché d'or à deux saumons adossés du même brochants ; sur le tout, d'azur à deux clefs d'or passées en sautoir. |
| Blason de Pexonne | Détails | Le statut officiel du blason reste à déterminer. |

| Blason de Phlin | Blason  | D'hermine au lion de gueules, armé, lampassé et couronné d'or. |
| Blason de Phlin | Détails | Le statut officiel du blason reste à déterminer.               |

| Blason de Piennes | Blason  | Coupé: au 1er d'azur à l'usine de trois sheds [toits à deux pentes différentes] d'argent, ouverte et ajourée de sable, essoré de gueules et à la cheminée de même, mouvant du flanc et du coupé, à dextre, et au puits de mine de sable à senestre, au 2 d'or au chardon feuillé de deux pièces de sinople et fleuri de pourpre. |
| Blason de Piennes | Détails | * Il y a là non-respect de la règle de contrariété des couleurs : ces armes sont fautives (sable sur azur). Ces armes ont été adoptées en 1975. |

| Blason de Pierre-Percée | Blason  | De gueules semé de croix recroisetées au pied fiché d'argent à deux saumons adossés de même brochant sur le tout. |
| Blason de Pierre-Percée | Détails | Le statut officiel du blason reste à déterminer.                                                                  |

| Blason de Pierrepont | Blason  | Palé d'or et d'azur de six pièces.               |
| Blason de Pierrepont | Détails | Le statut officiel du blason reste à déterminer. |

| Blason de Pierreville | Blason  | De gueules à deux clefs d'or en sautoir, accompagnées en chef d'un alérion d'argent et en pointe d'un croissant du même. |
| Blason de Pierreville | Détails | Le statut officiel du blason reste à déterminer.                                                                         |

| Blason de Pierre-la-Treiche | Blason  | Parti d'argent à trois fasces bretessées de gueules et d'argent maçonné de sable au pal d'azur chargé d'une bâton d'or brochant sur la partition. |
| Blason de Pierre-la-Treiche | Détails | Le statut officiel du blason reste à déterminer.                                                                                                  |

| Blason de Pompey | Blason  | De sinople au lion d'or la queue passée en sautoir, tenant une fleur de lys d'argent. |
| Blason de Pompey | Détails | Le statut officiel du blason reste à déterminer.                                      |

| Blason de Pont-à-Mousson | Blason  | De gueules au pont de trois arches d'argent flanqué de deux tours crénelées couvertes du même, le tout posé sur des ondes de sinople mouvant de la pointe et surmonté d'un écusson d'azur semé de croisettes recroisetées au pied fiché d'or, chargé de deux bars adossés du même brochant sur le tout et d'une bordure aussi d'or. |
| Blason de Pont-à-Mousson | Détails | * Il y a là non-respect de la règle de contrariété des couleurs : ces armes sont fautives (sinople sur gueules). Conflit héraldique : le dessin représente les tours ajourées de sable. Le statut officiel du blason reste à déterminer.                                                                                            |

| Blason de Pont-Saint-Vincent | Blason  | Burelé d'argent et de sable de dix pièces au pairle d'azur brochant sur le tout. |
| Blason de Pont-Saint-Vincent | Détails | Le statut officiel du blason reste à déterminer.                                 |

| Blason de Port-sur-Seille | Blason  | Parti au 1er d'azur au chef d'or chargé d'un lion issant, armé, lampassé et couronné de gueules ; au 2e d'or à la croix de gueules au franc-quartier d'argent chargé d'un lion de sable armé et lampassé de gueules et couronné d'or. |
| Blason de Port-sur-Seille | Détails | Le statut officiel du blason reste à déterminer. |

| Blason de Praye | Blason  | Coupé, burelé d'argent et de sable de dix pièces et de sinople à trois mirabelles d'or en fasce. |
| Blason de Praye | Détails | Le statut officiel du blason reste à déterminer.                                                 |

| Blason de Prény | Blason  | D'azur à la tour d'argent maçonnée et ajourée de sable sur une montagne de sinople, accompagnée en chef d'un alérion d'or.                                     |
| Blason de Prény | Détails | * Il y a là non-respect de la règle de contrariété des couleurs : ces armes sont fautives (sinople sur azur). Le statut officiel du blason reste à déterminer. |

| Blason de Preutin-Higny | Blason  | D'or à la croix d'azur le tout chargé de deux bars adossés de l'un en l'autre, cantonnés de quatre croisettes recoisetées au pied fiché d'or. |
| Blason de Preutin-Higny | Détails | Le statut officiel du blason reste à déterminer.                                                                                              |

| Blason de Pulligny | Blason  | D'azur au lion d'argent, armé, lampassé et couronné d'or. |
| Blason de Pulligny | Détails | Le statut officiel du blason reste à déterminer.          |

| Blason de Pulney | Blason  | Ecartelé : aux 1 et 4, d'argent au lion de sable armé, lampassé et couronné de gueules ; aux 2 et 3, d'argent à la croix engrêlée de gueules.                              |
| Blason de Pulney | Détails | Le lion représente la famille d'Ourches, la croix engrélée la famille de Lenoncourt, qui ont été les seigneurs de Pulney. Le statut officiel du blason reste à déterminer. |

| Blason de Pulnoy | Blason  | Coupé d'argent au léopard de sable, allumé et lampassé d'or, et d'azur à la croix recroisetée et alésée d'or. |
| Blason de Pulnoy | Détails | Le statut officiel du blason reste à déterminer.                                                              |

| Blason de Puxe | Blason  | Coupé: au 1er de sable à deux pattes de lion affrontées d'argent et mouvant des flancs, au 2e de gueules à la tour d'or, maçonnée de sable. |
| Blason de Puxe | Détails | Le statut officiel du blason reste à déterminer.                                                                                            |

| Blason de Puxieux | Blason  | De gueules à la croix d'or accompagnée au 1er d'une fleur de lys du même, et au 4e d'un loup courant de sable.                                                  |
| Blason de Puxieux | Détails | * Il y a là non-respect de la règle de contrariété des couleurs : ces armes sont fautives (sable sur gueules). Le statut officiel du blason reste à déterminer. |

- Haut – A
- B
- C
- D
- E
- F
- G
- H
- I
- J
- K
- L
- M
- N
- O
- P
- Q
- R
- S
- T
- U
- V
- W
- X
- Y
- Z

## Q
| Blason de Quevilloncourt | Blason  | D'argent à six burelles de sable, à saint Gorgon de gueules brochant sur le tout. |
| Blason de Quevilloncourt | Détails | Le statut officiel du blason reste à déterminer.                                  |

- Haut – A
- B
- C
- D
- E
- F
- G
- H
- I
- J
- K
- L
- M
- N
- O
- P
- Q
- R
- S
- T
- U
- V
- W
- X
- Y
- Z

## R
| Blason de Raon-lès-Leau | Blason  | De gueules à la cotice d'or et la cotice en barre ondée d'argent passées en sautoir, cantonnées en chef et en pointe d'un besant d'argent et aux flancs de deux saumons adossés du même; à la crosse contournée d'azur brochant sur le tout. |
| Blason de Raon-lès-Leau | Détails | Le statut officiel du blason reste à déterminer. |

| Blason de Raucourt | Blason  | Chevronné d'or et d'azur de huit pièces à la palme d'argent posée en bande brochant sur le tout. |
| Blason de Raucourt | Détails | Le statut officiel du blason reste à déterminer.                                                 |

| Blason de Raville-sur-Sânon | Blason  | Écartelé au 1 et 4 d’or à trois fasces ondées d’azur, au 2 et 3 de sable à six billettes d’or 3 et 3, au chef de même. |
| Blason de Raville-sur-Sânon | Détails | Le statut officiel du blason reste à déterminer.                                                                       |

| Blason de Réchicourt-la-Petite | Blason  | De gueules à la croix au pied fiché d'or soutenue d'un croissant d'argent, accostée de deux saumons adossés d'argent et surmontée d'un gril de même. |
| Blason de Réchicourt-la-Petite | Détails | Le statut officiel du blason reste à déterminer. |

| Blason de Réclonville | Blason  | D'argent à la bande d'azur chargée de trois coquilles d'argent, accompagnée de deux branches de saule de sinople. |
| Blason de Réclonville | Détails | Le statut officiel du blason reste à déterminer.                                                                  |

| Blason de Rehainviller | Blason  | D'azur à la fasce d'argent accompagnée en chef d'un lion passant d'or et en pointe d'un gantelet d'argent ourlé d'or. |
| Blason de Rehainviller | Détails | Le statut officiel du blason reste à déterminer.                                                                      |

| Blason de Reherrey | Blason  | De gueules au dextrochère de carnation vêtu d’azur, mouvant d’un nuage d’argent, tenant une épée garnie d’or accompagnée à dextre d’un M majuscule couronné d’or et à senestre d’une clef d’or et d’une épée d’argent passées en sautoir. |
| Blason de Reherrey | Détails | Le statut officiel du blason reste à déterminer. |

| Blason de Réhon | Blason  | Mi parti d'azur semé de croix recroisetées au pied fiché d'or à deux bars adossés de même et d'argent à la flamme de gueules, à la roue de moulin de sable brochant en cœur sur le tout. |
| Blason de Réhon | Détails | Le statut officiel du blason reste à déterminer. |

| Blason de Reillon | Blason  | Gironné de 8 émanches appointées à dextre en chef d'or et de gueules ; à trois croix latines d'argent brochant sur le tout. |
| Blason de Reillon | Détails | Armes parlantes (Le gironné représente les rayons de soleil). Le statut officiel du blason reste à déterminer.              |

| Blason de Rembercourt-sur-Mad | Blason  | D'or à la bande ondée de gueules chargée de trois tours d'argent maçonnées de sable, accompagnée de deux grappes de groseilles de gueules feuillées de sinople. |
| Blason de Rembercourt-sur-Mad | Détails | Le statut officiel du blason reste à déterminer. |

| Blason de Remenoville | Blason  | Ecartelé : aux 1) et 4) d’azur à deux chevrons d’or, et aux 2) et 3) de gueules au dextrochère de carnation vêtu d’or tenant une crosse d’or mise en pal du même. |
| Blason de Remenoville | Détails | Les chevrons sont les armes de la famille de Lambertye, seigneur du lieu. Le dextrochère et la crosse rappellent que l’abbaye de Beaupré avait des biens dans la localité. La commune est titulaire de la Croix de Guerre 1914-1918. En février 2024, la commune utilise le blason, il figure sur le papier à en-tête de la mairie. |

| Blason de Réméréville | Blason  | Coupé: au 1er d'argent au lion issant de sable armé et lampassé de gueules, au 2e d'azur fretté d'argent. |
| Blason de Réméréville | Détails | Le statut officiel du blason reste à déterminer.                                                          |

| Blason de Remoncourt | Blason  | D'or au chevron d'azur chargé d'un trèfle d'or.  |
| Blason de Remoncourt | Détails | Le statut officiel du blason reste à déterminer. |

| Blason de Repaix | Blason  | Parti d'azur au lion d'or la queue fourchue, lampassé de gueules et d'or à deux étoiles à six branches de sable mises en pal, à la fasce de gueules chargée de trois étoiles d'or brochant sur le tout. |
| Blason de Repaix | Détails | Le statut officiel du blason reste à déterminer. |

| Blason de Richardménil | Blason  | De sable au lion d'or, armé, lampassé et couronné de gueules. |
| Blason de Richardménil | Détails | Le statut officiel du blason reste à déterminer.              |

| Blason de Rogéville | Blason  | Ecartelé en sautoir au 1 d'azur à la colombe fondante d'argent tenant dans son bec la Sainte Ampoule d'or, au 2 - 3 d'or à la croix pattée d'azur et au 4 d'azur à la croix pattée d'or. |
| Blason de Rogéville | Détails | Le statut officiel du blason reste à déterminer. |

| Blason de Romain | Blason  | D'or à la croix de gueules frettée d'argent ; sur le tout, de gueules au casque romain d'or à la cocarde de gueules. |
| Blason de Romain | Détails | Armes parlantes. (casque romain) Le statut officiel du blason reste à déterminer.                                    |

| Blason de Rosières-aux-Salines | Blason  | D'azur à une épée d'argent garnie d'or, côtoyée de deux roses de même.    |
| Blason de Rosières-aux-Salines | Détails | Armes parlantes. (roses) Le statut officiel du blason reste à déterminer. |

| Blason de Rosières-en-Haye | Blason  | Écartelé: aux 1er et 4e d'azur semé de croisettes recroisetées au pied fiché d'or, à deux bars adossés de même (de bar); aux 2e et 3e d'argent à la gerbe de trois roseaux de Judée [massettes] de sinople. |
| Blason de Rosières-en-Haye | Détails | Armes parlantes (Rosières: lieu planté de roseaux). Le statut officiel du blason reste à déterminer. |

| Blason de Rouves | Blason  | De gueules au rouvre d'or accosté de deux alérions d'argent.               |
| Blason de Rouves | Détails | Armes parlantes. (rouvre) Le statut officiel du blason reste à déterminer. |

| Blason de Roville-devant-Bayon | Blason  | De gueules à la fasce d'argent chargée d'un lion léopardé et couronné de gueules, accompagnée de trois têtes de léopard arrachées d'or. |
| Blason de Roville-devant-Bayon | Détails | Le statut officiel du blason reste à déterminer.                                                                                        |

| Blason de Royaumeix | Blason  | Parti, au 1er coupé d'azur à une tour d'argent maçonnée de sable surmontée d'un rat passant d'argent et d'azur à trois fasces ondées d'or ; et au 2e de gueules à une épée renversée d'argent. |
| Blason de Royaumeix | Détails | Le statut officiel du blason reste à déterminer. |

| Blason de Rozelieures | Blason  | Ecartelé : au 1er d'or, à la bande de gueules chargée de trois alérions d'argent ; au 2ème d'or, à la croix de gueules, au franc-quartier d'argent chargé d'un lion de sable, armé et lampassé de gueules, couronné d'or ; au 3ème de gueules, aux deux saumons adossés d'argent ; au 4ème de gueules, à la bande d'argent. |
| Blason de Rozelieures | Détails | Le statut officiel du blason reste à déterminer. |

Pas d'information pour la commune suivante : Remenoville 
- Haut – A
- B
- C
- D
- E
- F
- G
- H
- I
- J
- K
- L
- M
- N
- O
- P
- Q
- R
- S
- T
- U
- V
- W
- X
- Y
- Z

## S
| Blason de Saffais | Blason  | De gueules à la croix de Malte d'argent mouvant des bords de l'écu. |
| Blason de Saffais | Détails | adopté le 17 décembre 1993.                                         |

| Blason de Saint-Ail | Blason  | D'azur à deux bars adossés d'or accompagnés en chef, d'un besant d'or, à dextre et à senestre, de deux cailloux du même et en pointe d'une gerbe de blé aussi d'or ; un engrenage de sable brochant sur le tout. |
| Blason de Saint-Ail | Détails | Le statut officiel du blason reste à déterminer. |

| Blason de Saint-Baussant | Blason  | Tiercé en pal : au premier de sable aux trois annelets d'or rangés en pal, au deuxième d'argent aux trois bandes de gueules, au troisième d'azur aux trois mouchetures d'hermine d'argent rangées en pal. |
| Blason de Saint-Baussant | Détails | Le statut officiel du blason reste à déterminer. |

| Blason de Saint-Boingt | Blason  | De gueules à trois cloches d’argent surmontées d'une couronne d'or. |
| Blason de Saint-Boingt | Détails | Le statut officiel du blason reste à déterminer.                    |

| Blason de Saint-Clément | Blason  | D'argent à l'ancre de marine de sable.           |
| Blason de Saint-Clément | Détails | Le statut officiel du blason reste à déterminer. |

| Blason de Saint-Firmin | Blason  | D'argent à trois chevrons de gueules au chef de gueules chargé de deux clefs d'argent en sautoir. |
| Blason de Saint-Firmin | Détails | Le statut officiel du blason reste à déterminer.                                                  |

| Blason de Saint-Germain | Blason  | Parti au 1er d'azur à deux fasces d'or surmontées d'une fleur de lys accostée de deux annelets de même ; au 2e d'azur à un fleuret d'argent garni d'or. |
| Blason de Saint-Germain | Détails | Le statut officiel du blason reste à déterminer. |

| Blason de Saint-Jean-lès-Longuyon | Blason  | Coupé ondé : au 1er de gueules au moine capucin au naturel tenant une croix d'or et, brochant sur ses pieds, à un agneau couché d'argent, portant une croix également d'or, les deux accostés à dextre de la lettre capitale H d'or et à senestre d'une roue de moulin du même, au 2e parti au I burelé d’argent et d’azur de dix pièces, au lion de gueules, la queue fourchée passée en sautoir, couronné d’or et au II d'azur semé de croisettes recroisetées au pied fiché d'or à deux bars adossés du même brochants ; à la divise ondée brochant sur la partition. |
| Blason de Saint-Jean-lès-Longuyon | Détails | Création Christophe Marchesi. Adoptée le 9 novembre 2017. Normalisation des émaux (H et roue de moulin d'or au lieu d'azur) par le Comité Lorrain d'héraldique adoptée le 01/04/2021. |

| Blason de Saint-Julien-lès-Gorze | Blason  | Tiercé en pairle renversé au 1° de sinople au Saint Gorgon d’or, au 2° de gueules au vol surmonté d’une grappe de raisin d’argent tigée et feuillée du même, au 3° d’argent à deux burelles ondées d’azur. |
| Blason de Saint-Julien-lès-Gorze | Détails | Le statut officiel du blason reste à déterminer. |

| Blason de Saint-Marcel | Blason  | D'argent au pal de sable chargé en pointe d'une fleur de lys d'or et accosté en chef de deux étoiles, à dextre de gueules et à senestre parti de gueules et d'azur. |
| Blason de Saint-Marcel | Détails | Le statut officiel du blason reste à déterminer. |

| Blason de Saint-Mard | Blason  | D'azur à la jumelle d'argent surmontée en chef d'une tête de léopard d'or, lampassée et allumée de gueules. |
| Blason de Saint-Mard | Détails | Le statut officiel du blason reste à déterminer.                                                            |

| Blason de Saint-Martin | Blason  | D'azur à un Saint Martin d'or accompagné en chef de deux croix de Lorraine d'argent, au chef du même chargé de trois coquilles de sable. |
| Blason de Saint-Martin | Détails | Le statut officiel du blason reste à déterminer.                                                                                         |

| Blason de Saint-Maurice-aux-Forges | Blason  | Écartelé : au 1er d'azur à une croix tréflée d'or, au 2e de gueules à un alérion d'argent, au 3e de gueules semé de croisettes recroisetées au pied fiché d'or et à deux saumons adossés du même brochants, au 4e d'azur à une enclume d'argent surmontée d'un marteau posé en fasce du même. Ornements extérieursCroix de guerre 1914-1918 Croix de guerre 1939-1945 |
| Blason de Saint-Maurice-aux-Forges | Détails | Armes parlantes. (enclume et marteau) Projet Micheline Danichert, adopté en août 2021. |
| Blason de Saint-Maurice-aux-Forges | Alias   | D'argent à la croix tréflée d’azur soutenue de deux marteaux affrontés de gueules mis en chevron surmontant une enclume de sable. Ancien blason, remplacé en 2021. |

| Blason de Saint-Max | Blason  | Écartelé aux 1er et 4e de Lorraine ; aux 2e et 3e de gueules à trois cailloux d'argent ; sur le tout, d'azur au pont de trois arches d'argent posé sur une rivière de sinople. |
| Blason de Saint-Max | Détails | * Il y a là non-respect de la règle de contrariété des couleurs : ces armes sont fautives (sinople sur azur). Le statut officiel du blason reste à déterminer.                 |

| Blason de Saint-Nicolas-de-Port | Blason  | D'or à la nef équipée et habillée de sable posée sur une champagne ondée d'azur chargée de deux fasces ondées d'argent, au chef de gueules chargé d'un alérion aussi d'argent. |
| Blason de Saint-Nicolas-de-Port | Détails | Ce sont les armes octroyées le 4 juin 1546 à la ville de Saint Nicolas par Christine de Danemark et Nicolas de Lorraine Vaudémont, régents du duché de Lorraine.               |

| Blason de Saint-Pancré | Blason  | D'azur à deux barbeaux adossés d'or accostés de deux croix de Lorraine de même et accompagnés en chef d'une croix recroisetée d'argent et en pointe de deux pics de mineur de même mis en sautoir. |
| Blason de Saint-Pancré | Détails | Le statut officiel du blason reste à déterminer. |

| Blason de Saint-Remimont | Blason  | D'azur à une colombe fondante d'argent tenant dans son bec une ampoule d'or, soutenue d'une montagne à trois coupeaux d'argent. |
| Blason de Saint-Remimont | Détails | Armes parlantes. (mont) Le statut officiel du blason reste à déterminer.                                                        |

| Blason de Saint-Rémy-aux-Bois | Blason  | Écartelé de sable et d'or à la bande de gueules chargée de trois alérions d'argent accompagnée à dextre d'un chat assis de sable. |
| Blason de Saint-Rémy-aux-Bois | Détails | Les chats est le surnom donné aux habitants de Saint Remy. Le statut officiel du blason reste à déterminer.                       |

| Blason de Saint-Sauveur | Blason  | D'azur semé d'étoiles à six rais d'or à Notre Seigneur à mi-corps bénissant du même brochant.                      |
| Blason de Saint-Sauveur | Détails | Armes parlantes. D'après sceau de 1546 de l'abbaye Saint-Sauveur. Le statut officiel du blason reste à déterminer. |

| Blason de Saint-Supplet | Blason  | Écartelé: au 1er d'or à la croix de Lorraine de sable, au 2e d'azur semé de croisettes recroisetées au pied fiché d'or à deux bars adossés du même brochants et à la champagne ondée d'argent, au 3e gironné d'or et d'azur de douze pièces, sur le tout parti d'argent et de gueules, au 4e d'or à la bande de gueules haussée à senestre chargée de trois alérions d'argent, accompagnée en pointe d'un chardon de sinople fleuri de gueules brochant. |
| Blason de Saint-Supplet | Détails | Le statut officiel du blason reste à déterminer. |

| Blason de Sainte-Geneviève | Blason  | De gueules à la croix "Marthyriot" d'argent soutenue d'une montagne de sinople accostée de deux épées d'argent posées la pointe en bas.                           |
| Blason de Sainte-Geneviève | Détails | * Il y a là non-respect de la règle de contrariété des couleurs : ces armes sont fautives (sinople sur gueules). Le statut officiel du blason reste à déterminer. |

| Blason de Sainte-Pôle | Blason  | D'argent à trois troncs écotés de sable allumés de gueules. |
| Blason de Sainte-Pôle | Détails | Le statut officiel du blason reste à déterminer.            |

| Blason de Saizerais | Blason  | Échiqueté de sable et d’or, à la croix de gueules brochant sur le tout. |
| Blason de Saizerais | Détails | Le statut officiel du blason reste à déterminer.                        |

| Blason de Sancy | Blason  | D'azur à saint Georges contourné d'argent armé de pied en cap, terrassant de sa lance un dragon de même, le tout sur une terrasse de sinople.                  |
| Blason de Sancy | Détails | * Il y a là non-respect de la règle de contrariété des couleurs : ces armes sont fautives (sinople sur azur). Le statut officiel du blason reste à déterminer. |

| Blason de Sanzey | Blason  | Ecartelé aux 1 - 4 d'or à une aigle éployée de sable, aux 2 - 3 d'argent à une fasce de sable accompagnée de trois glands de sinople deux en chef et un en pointe. |
| Blason de Sanzey | Détails | Ce sont les armes de Charles baron de Parisot et de Bernécourt seigneur du lieu en 1720.                                                                           |

| Blason de Saulnes | Blason  | Écartelé: aux 1er et 4e d'azur à deux bars adossés d'or accostés de deux croix de Lorraine de même et accompagnés en chef et en pointe de deux croisettes recroisetées d'argent, aux 2e et 3e d'or à trois marteaux de sable; sur le tout, d'argent au haut fourneau de sable enflammé de gueules. |
| Blason de Saulnes | Détails | Le statut officiel du blason reste à déterminer. |

| Blason de Saulxerotte | Blason  | D'or au léopard de gueules, au chef d'azur chargé de trois molettes de dix rais du champ, à la bordure de sinople. |
| Blason de Saulxerotte | Détails | Le statut officiel du blason reste à déterminer.                                                                   |

| Blason de Saulxures-lès-Nancy | Blason  | Taillé, bandé, contre-bandé de sable et d'or de six pièces chargé de deux molettes mises en bande de l'un en l'autre. |
| Blason de Saulxures-lès-Nancy | Détails | Le statut officiel du blason reste à déterminer.                                                                      |

| Blason de Saulxures-lès-Vannes | Blason  | Coupé de gueules au chevron d'or accompagné en chef de deux étoiles de même, et d'argent à l'épi d'or feuillé de sinople posé en bande et à la branche de chêne de deux feuilles de même posée en barre ; sur le tout, d'or à la bande de gueules chargée de trois alérions d'argent . |
| Blason de Saulxures-lès-Vannes | Détails | Création Yves Maire, 1968. Corrigé par François Meyer. Adopté en juin 2015. |

| Blason de Saxon-Sion | Blason  | D'azur à la croix patriarcale d'or, accostée de deux lettres S capitales affrontées d'argent. |
| Blason de Saxon-Sion | Détails | Le statut officiel du blason reste à déterminer.                                              |

| Blason de Seichamps | Blason  | Parti au 1er d'or à la bande de gueules chargée de trois alérions d'argent, au 2e de gueules semé de croix recroisetées au pied fiché d'or à deux saumons adossés de même brochants ; sur le tout, de gueules à un bâton noueux d'or péri en bande, accompagné de seize larmes d'argent, huit en chef posées 3.3.2, huit en pointe posées 2.3.3. |
| Blason de Seichamps | Détails | Le statut officiel du blason reste à déterminer. |

| Blason de Seicheprey | Blason  | De sinople semé de cailloux d'argent, à la foi de carnation vêtue à dextre de gueules à l'alérion d'argent et à senestre d'azur à la fleur de lys d'or, brochante. |
| Blason de Seicheprey | Détails | Le statut officiel du blason reste à déterminer. |

| Blason de Selaincourt | Blason  | Parti ondé de deux pièces de gueules et d'or, au chef de sinople chargé d'une hure de sanglier d'argent accostée de deux roues de moulin d'or. |
| Blason de Selaincourt | Détails | Adopté en septembre 2011. |

| Blason de Seranville | Blason  | Mi-parti de gueules semé de croix pommetées au pied fiché d’argent à deux bars adossés de même brochants, et d’or à la croix frettée d’argent. |
| Blason de Seranville | Détails | Le statut officiel du blason reste à déterminer.                                                                                               |

| Blason de Serres | Blason  | D'argent à la croix engrêlée de gueules accompagnée en chef à dextre d'une épée et à senestre d'une croisette de même, au mont à trois coupeaux de sinople, mouvant de la pointe et brochant sur la croix. |
| Blason de Serres | Détails | Le statut officiel du blason reste à déterminer. |

| Blason de Serrouville | Blason  | D'azur à un cygne éployé d'argent accosté de deux cailloux d'or et accompagné en chef et en pointe de deux croisettes recroisetées au pied fiché de même. |
| Blason de Serrouville | Détails | Le statut officiel du blason reste à déterminer. |

| Blason de Sexey-aux-Forges | Blason  | Taillé denché de gueules et d'argent à la crosse contournée posée en bande de l'un en l'autre, accompagnée de deux marteaux affrontés d'or aux flancs et d'une enclume de sable en pointe.        |
| Blason de Sexey-aux-Forges | Détails | * Il y a là non-respect de la règle de contrariété des couleurs : ces armes sont fautives (or sur argent). Armes parlantes. (marteau et enclume) Le statut officiel du blason reste à déterminer. |

| Blason de Sexey-les-Bois | Blason  | Burelé d’argent et de gueules à la bande d’or chargée de trois alérions de gueules brochante, accompagnée en chef d’un arbre de sinople et en pointe d’une gerbe de blé d’or. |
| Blason de Sexey-les-Bois | Détails | Le statut officiel du blason reste à déterminer. |

| Blason de Sionviller | Blason  | D'azur au léopard d'or armé et lampassé de gueules accompagné en chef d'une croix pattée d'argent et d'un caillou de même. |
| Blason de Sionviller | Détails | Le statut officiel du blason reste à déterminer.                                                                           |

| Blason de Sivry | Blason  | D'azur à la croix d'argent, brisée d'un lambel de gueules. |
| Blason de Sivry | Détails | Le statut officiel du blason reste à déterminer.           |

| Blason de Sommerviller | Blason  | D'azur à la jumelle d'argent mise en fasce accompagnée d'une étoile d'or en chef et d'un soc de charrue contourné d'or en pointe. |
| Blason de Sommerviller | Détails | Le statut officiel du blason reste à déterminer.                                                                                  |

| Blason de Sornéville | Blason  | De sinople à la fasce d'argent chargée de trois têtes de lion arrachées de gueules, accompagnée en chef de deux étoiles d'or et en pointe de trois besants du même. |
| Blason de Sornéville | Détails | Le statut officiel du blason reste à déterminer. |

| Blason de Sponville | Blason  | Tranché: au 1er de sinople à la tour d'or ouverte, ajourée et maçonnée de sable, au 2e d'azur au fer de moulin d'or percé de sable; à la bande ondée d'argent chargée d'une crosse contournée de gueules, accompagnée en chef et en pointe de deux croisettes pattées du même posées à plomb, brochant sur la partition. |
| Blason de Sponville | Détails | Création Dominique Larcher. Adopté le 4 février 2002. |

- Haut – A
- B
- C
- D
- E
- F
- G
- H
- I
- J
- K
- L
- M
- N
- O
- P
- Q
- R
- S
- T
- U
- V
- W
- X
- Y
- Z

## T
| Blason de Tanconville | Blason  | Parti d'or à la bande de gueules chargée de trois alérions d'argent, et mi parti de gueules semé de croix recroisetées au pied fiché d'or à deux saumons adossés de même brochants ; à la croix au pied fiché d'argent soutenue d'un croissant d'or brochant sur le tout. |
| Blason de Tanconville | Détails | Le statut officiel du blason reste à déterminer. |

| Blason de Tantonville | Blason  | D'argent à six burelles de sable.               |
| Blason de Tantonville | Détails | Création Denis Joulain. Adopté le 19 juin 2017. |

| Blason de Tellancourt | Blason  | D'azur à l'église d'argent entourée de deux bars affrontés d'or et accompagnée en pointe d'un M majuscule couronné du même. |
| Blason de Tellancourt | Détails | Le statut officiel du blason reste à déterminer.                                                                            |

| Blason de Thélod | Blason  | Écartelé aux 1 - 4 d'argent à trois fasces de sable, et aux 2 - 3 d'argent à trois têtes de Maure de sable accompagnées en cœur d'un croissant d'or. |
| Blason de Thélod | Détails | Le statut officiel du blason reste à déterminer. |

| Blason de They-sous-Vaudemont | Blason  | Burelé d'argent et de sable de dix pièces ; à l'étoile d'or brochant en cœur, accompagnée de trois gerbes de même aussi brochantes. |
| Blason de They-sous-Vaudemont | Détails | Le statut officiel du blason reste à déterminer.                                                                                    |

| Blason de Thézey-Saint-Martin | Blason  | Bandé d'or et d'azur de six pièces, au chapé d'argent chargé de deux coquilles de sable, à la bordure de gueules. |
| Blason de Thézey-Saint-Martin | Détails | Le statut officiel du blason reste à déterminer.                                                                  |

| Blason de Thiaucourt-Regniéville | Blason  | Écartelé aux 1 - 4 d'azur semé de croix recroisetées au pied fiché d'or, à deux bars adossés de même ; aux 2 - 3 d'argent à une grappe de raisin de pourpre feuillée et tigée de sinople, au chef d'or chargé d'un tau de sable. Devise / Cri« magnitudine brachii sui » (dans la puissance de son bras). |
| Blason de Thiaucourt-Regniéville | Détails | Différences entre dessin et blasonnement : semé. * Il y a là non-respect de la règle de contrariété des couleurs : ces armes sont fautives (or sur argent). Ces armes furent accordées à Thiaucourt par Charles III en 1582.                                                                              |

| Blason de Thiaville-sur-Meurthe | Blason  | Parti au 1er de sinople à la pointe d'or chargée d'une tour de sable ouverte et ajourée d'argent, au 2e de gueules au dextrochère de carnation vêtu d'azur mouvant d'un nuage d'argent et tenant une épée de même garnie d'or, accompagnée en chef de deux cailloux d'or ; à la rivière d'azur mouvant de la pointe brochant sur le tout. |
| Blason de Thiaville-sur-Meurthe | Détails | Le statut officiel du blason reste à déterminer. |

| Blason de Thiébauménil | Blason  | D'or à la bande ondée d'azur chargée en chef d'une étoile d'or, accompagnée en chef d'un chêne arraché de sinople, et en pointe d'une église de sable ouverte et ajourée d'argent. |
| Blason de Thiébauménil | Détails | Différences entre dessin et blasonnement : étoile à plomb ou pas. Le statut officiel du blason reste à déterminer.                                                                 |

| Blason de Thil | Blason  | D'or à un bras de sable mouvant d'un brasier de gueules mouvant de la pointe, au chef parti d'argent à un écusson de gueules et de gueules à une croix ancrée d'argent. |
| Blason de Thil | Détails | Le statut officiel du blason reste à déterminer. |

| Blason de Thorey-Lyautey | Blason  | D'azur à la foi d'argent accompagnée en chef d'un gril d'or et en pointe d'un dragon du même. |
| Blason de Thorey-Lyautey | Détails | Le statut officiel du blason reste à déterminer.                                              |

| Blason de Thuilley-aux-Groseilles | Blason  | D'azur au chevron d'or accompagné en chef de deux abeilles et en pointe d'un caducée le tout d'or, au chef d'argent chargé de trois grappes de groseilles de gueules feuillées de sinople. |
| Blason de Thuilley-aux-Groseilles | Détails | Armes parlantes. (groseilles) Le statut officiel du blason reste à déterminer. |

| Blason de Thumeréville | Blason  | D'or à trois pals abaissés au pied fiché de gueules, surmontés d'un loup passant de sable. |
| Blason de Thumeréville | Détails | Le statut officiel du blason reste à déterminer.                                           |

| Blason de Tiercelet (Meurthe-et-Moselle) | Blason  | D'azur à deux barbeaux adossés d'or, accostés de deux croix de Lorraine de même, accompagnés d'une croix recroisetée d'argent en chef, et d'un tau de même en pointe. |
| Blason de Tiercelet (Meurthe-et-Moselle) | Détails | Le statut officiel du blason reste à déterminer. |

| Blason de Tomblaine | Blason  | D'argent à la bande d'azur, au bonnet phrygien contourné brochant de gueules, chargé d'une bande du champ continuant la bande d'azur, à la cocarde aussi d'azur, aux deux filets ondés du même côtoyant la bande et brochant sur le tout. |
| Blason de Tomblaine | Détails | Création Félix Engel. En adoptant ce blason en 1969, |

| Blason de Tonnoy | Blason  | D'azur à la croix d'argent cantonnée de dix-huit fleurs de lis d'or, cinq dans chaque canton du chef et quatre dans chaque canton de la pointe. |
| Blason de Tonnoy | Détails | Le statut officiel du blason reste à déterminer.                                                                                                |

| Blason de Toul | Blason  | De gueules au tau d'or.                          |
| Blason de Toul | Détails | Le statut officiel du blason reste à déterminer. |

| Blason de Tramont-Émy | Blason  | Mi parti de gueules au sautoir d'or accompagné de trois cailloux d'argent et en pointe d'un mont à trois coupeaux du même ; et de gueules à une colombe fondante d'argent tenant dans son bec la Sainte Ampoule d'or, accompagnée de trois cailloux d'argent. |
| Blason de Tramont-Émy | Détails | Armes parlantes. (mont) Le statut officiel du blason reste à déterminer. |

| Blason de Tramont-Lassus | Blason  | De gueules à une colombe fondante d'argent tenant dans son bec la Sainte Ampoule d'or, accompagnée de trois cailloux d'argent. |
| Blason de Tramont-Lassus | Détails | Le statut officiel du blason reste à déterminer.                                                                               |

| Blason de Tramont-Saint-André | Blason  | De gueules au sautoir d'or accompagné de trois cailloux d'argent et en pointe d'un mont à trois coupeaux du même. |
| Blason de Tramont-Saint-André | Détails | Armes parlantes. (mont) Le statut officiel du blason reste à déterminer.                                          |

| Blason de Tremblecourt | Blason  | D'argent au tremble de sable feuillé de sinople mouvant de la pointe, cantonné de quatre lionceaux de gueules armés, lampassés et couronnés d'or. Armes parlantes (Le tremble pour « Tremble(court) »). |
| Blason de Tremblecourt | Détails | Le statut officiel du blason reste à déterminer. |

| Blason de Trieux | Blason  | D'argent au chef-pal de gueules chargé de trois quartefeuilles d'or en chef et d'une clef de même mise en pal, en pointe. |
| Blason de Trieux | Détails | Le statut officiel du blason reste à déterminer.                                                                          |

| Blason de Trondes | Blason  | De gueules à l'épée d’argent garnie d'or accompagnée de trois cailloux d'argent. |
| Blason de Trondes | Détails | Le statut officiel du blason reste à déterminer.                                 |

| Blason de Tronville | Blason  | De gueules au lion d'argent couronné d'or, chargé en abîme d'un cœur renversé de sable. |
| Blason de Tronville | Détails | Le statut officiel du blason reste à déterminer.                                        |

| Blason de Tucquegnieux | Blason  | Coupé au 1er parti d'argent à la bande de gueules chargée de trois fleurs de lys d'or et fascé d'argent et d'azur de huit pièces au lion de gueules à la queue fourchue passée en sautoir, armé, couronné et lampassé d'or. Au 2e échiqueté d'or et de gueules de sept points et quatre tires, chargé de trois écussons d'argent à la fasce ondée d'azur accompagnée de trois trèfles de sinople. |
| Blason de Tucquegnieux | Détails | Le statut officiel du blason reste à déterminer. |

- Haut – A
- B
- C
- D
- E
- F
- G
- H
- I
- J
- K
- L
- M
- N
- O
- P
- Q
- R
- S
- T
- U
- V
- W
- X
- Y
- Z

## U
| Blason de Ugny | Blason  | Ecartelé au 1° d'azur semé de croix recroisetées au pied fiché d'or à deux bars adossés du même brochants, au 2° d'or à la bande de gueules chargée de trois alérions d'argent, au 3° d'or à trois croix de Lorraine de gueules, au 4° d'azur à une roue de moulin d'argent ; sur le tout, de sinople à la tête de biquet d'argent. |
| Blason de Ugny | Détails | Différences entre dessin et blasonnement : semé. Le statut officiel du blason reste à déterminer. |

| Blason de Uruffe | Blason  | D'azur à trois pals d'argent au chef d'azur chargé de trois cailloux d'or. |
| Blason de Uruffe | Détails | Le statut officiel du blason reste à déterminer.                           |

- Haut – A
- B
- C
- D
- E
- F
- G
- H
- I
- J
- K
- L
- M
- N
- O
- P
- Q
- R
- S
- T
- U
- V
- W
- X
- Y
- Z

## V
| Blason de Vacqueville | Blason  | De gueules au dextrochère de carnation vêtu d'azur, mouvant d'un nuage d'argent, tenant une épée d'argent garnie d'or accostée de deux cailloux aussi d'or, au chef d'argent chargé de deux vaches colletées et clarinées d'azur. |
| Blason de Vacqueville | Détails | Armes parlantes. Le statut officiel du blason reste à déterminer. |

| Blason de Val-et-Châtillon | Blason  | De sinople au renard au naturel courant en bande. |
| Blason de Val-et-Châtillon | Détails | Le statut officiel du blason reste à déterminer. |
| Blason de Val-et-Châtillon | Alias   | Ecartelé aux 1 - 4 de gueules au chevron d'or et aux 2 - 3 D'or à la croix de gueules frettée d'argent, une crosse abbatiale d'azur brochant sur le tout. |

| Blason de Valhey | Blason  | D'argent à une bande engrêlée de gueules accompagnée de douze billettes de même, posées en bande, six en chef ordonnées 1, 2 et 3 et six en pointe ordonnées 3, 2 et 1. |
| Blason de Valhey | Détails | Le statut officiel du blason reste à déterminer. |

| Blason de Valleroy | Blason  | D'argent à trois lambels de gueules rangés en pal. |
| Blason de Valleroy | Détails | Le statut officiel du blason reste à déterminer.   |

| Blason de Vallois | Blason  | D'azur à la fasce d'argent chargée d'une aiglette de gueules et accompagnée de trois étoiles d'or. |
| Blason de Vallois | Détails | Le statut officiel du blason reste à déterminer.                                                   |

| Blason de Vandelainville | Blason  | D'or à trois pals au pied fiché de gueules au chef de même chargé de trois tours d'or.                               |
| Blason de Vandelainville | Détails | Conflit héraldique : les tours sont représentées ajourées de sable. Le statut officiel du blason reste à déterminer. |

| Blason de Vandeléville | Blason  | De gueules au chevron d'argent accompagné de trois annelets d'or; au chef d'or chargé d'une muraille crénelée de trois pièces d'azur, chaque merlon sommé de deux plus petits du même. |
| Blason de Vandeléville | Détails | Le statut officiel du blason reste à déterminer. |

| Blason de Vandières | Blason  | D'argent à l'écusson de gueules en abîme.        |
| Blason de Vandières | Détails | Le statut officiel du blason reste à déterminer. |

| Blason de Vandœuvre-lès-Nancy | Blason  | De sinople au bâton prieural d'or mouvant de la pointe de l'écu, accompagné de deux lettres V gothiques d'argent surmontées de deux glands d'or ; au chef cousu de gueules chargé d'un alérion d'argent.   |
| Blason de Vandœuvre-lès-Nancy | Détails | * Ces armes emploient le terme « cousu » dans le seul but de contrevenir à la règle de contrariété des couleurs : elles sont fautives : gueules sur azur. Le statut officiel du blason reste à déterminer. |

| Blason de Vannes-le-Châtel | Blason  | Parti coupé ondé d'argent et d'azur et coupé ondé abaissé d'argent et d'azur ; au chef bastillé de gueules chargé de trois verres d'argent. |
| Blason de Vannes-le-Châtel | Détails | Conflit héraldique : le premier du parti est d'azur au chef d'argent. Le statut officiel du blason reste à déterminer.                      |

| Blason de Varangéville | Blason  | De gueules à un Saint Gorgon à cheval armé de pied en cap et terrassé d'or. |
| Blason de Varangéville | Détails | Le statut officiel du blason reste à déterminer.                            |

| Blason de Vathiménil | Blason  | D'azur à la bande ondée d'argent chargée en chef d'une feuille de chêne fruitée de sinople et accompagnée en chef d'une gerbe de blé d'or et en pointe d'un caillou du même. |
| Blason de Vathiménil | Détails | Le statut officiel du blason reste à déterminer. |

| Blason de Vaucourt | Blason  | De gueules au chevron renversé d'or accompagné en chef d'une épée d'argent garnie d'or accostée de deux cailloux du même, et en pointe de deux sautoirs alésés aussi d'or. |
| Blason de Vaucourt | Détails | adopté en août 2007. |

| Blason de Vaudémont | Blason  | Coupé, en 1 burelé d'argent et de sable de dix pièces, et en 2 d'argent à la montagne isolée de sinople. |
| Blason de Vaudémont | Détails | Armes parlantes. (mont) Le statut officiel du blason reste à déterminer.                                 |

| Blason de Vaudeville | Blason  | D'azur au franc-quartier d'or chargé d'une rose de gueules, accompagné de trois roses d'or, 1 et 2.                                                                      |
| Blason de Vaudeville | Détails | Ce sont les armes de Jean de Beuviller, seigneur du lieu. Conflit héraldique : le dessin ne montre que deux roses d'or. Le statut officiel du blason reste à déterminer. |

| Blason de Vaudigny | Blason  | D'or au triangle de gueules accompagné de trois croissants du même.                                                |
| Blason de Vaudigny | Détails | Ce sont les armes de Jean de Trève, propriétaire dans la commune. Le statut officiel du blason reste à déterminer. |

| Blason de Vaxainville | Blason  | De gueules au dextrochère de carnation vêtu d'azur mouvant d'un nuage d'argent tenant une épée d'argent garnie d'or accostée de deux cailloux aussi d'or ; au chef d'argent chargé d'une roue de moulin de gueules. |
| Blason de Vaxainville | Détails | Le statut officiel du blason reste à déterminer. |

| Blason de Vého | Blason  | D'argent à la croix pattée de gueules, au franc-quartier d'azur chargé d'un miroir d'or en pal devant lequel se tortille et se mire un serpent d'argent. |
| Blason de Vého | Détails | Le statut officiel du blason reste à déterminer. |

| Blason de Velaine-en-Haye | Blason  | De sinople à la jumelle en pal d'argent ; sur le tout, d'or à la bande de gueules chargée de trois alérions d'argent. |
| Blason de Velaine-en-Haye | Détails | Le statut officiel du blason reste à déterminer.                                                                      |

| Blason de Velaine-sous-Amance | Blason  | De gueules au dextrochère de carnation vêtu d'azur mouvant d'un nuage tenant une épée d'argent, garnie d'or, accompagnée en chef de deux cailloux d'or ; sur le tout, d'argent chargé d'un écusson d'azur. |
| Blason de Velaine-sous-Amance | Détails | Le statut officiel du blason reste à déterminer. |

| Blason de Velle-sur-Moselle | Blason  | D'azur à la fasce d'or accompagnée en chef d'un léopard d'argent et en pointe d'une étoile du même. |
| Blason de Velle-sur-Moselle | Détails | Le statut officiel du blason reste à déterminer.                                                    |

| Blason de Veney | Blason  | De gueules au chevron renversé d'argent accompagné en chef d'une épée d'argent garnie d'or accostée de deux cailloux du même, et en pointe de deux saumons d'argent adossés. |
| Blason de Veney | Détails | Le statut officiel du blason reste à déterminer. |

| Blason de Vennezey | Blason  | Ecartelé aux 1 - 4 d’argent à la croix de Malte de gueules, et aux 2 - 3 de gueules semé de croix pommetées au pied fiché d’argent à deux bars adossés de même brochants. |
| Blason de Vennezey | Détails | Le statut officiel du blason reste à déterminer. |

| Blason de Verdenal | Blason  | D'or à la fasce d'azur chargée de trois étoiles d'or, accompagnée en chef d'une fleur de lys de gueules et d'un arbre arraché de sinople ; et en pointe d'une marmotte de sable et d'une fleur de lys de gueules. |
| Blason de Verdenal | Détails | Le statut officiel du blason reste à déterminer. |

| Blason de Vézelise | Blason  | Écartelé aux 1 et 4 burelé d'argent et de sable de dix pièces; et aux 2 et 3 d'azur à trois moutoilles d'argent rangées en fasce, l'une sur l'autre. |
| Blason de Vézelise | Détails | Devise: « moult valent moult avalent ». |

| Blason de Viéville-en-Haye | Blason  | D'argent à sept tourteaux de sinople mis en orle, entourant un écusson d'azur chargé d'un M antique d'or accompagné de trois étoiles à six branches de même. |
| Blason de Viéville-en-Haye | Détails | Le statut officiel du blason reste à déterminer. |

| Blason de Vigneulles | Blason  | D'azur à la crosse abbatiale d'or, accostée de deux grappes de raisins du même. |
| Blason de Vigneulles | Détails | Armes parlantes. (vigne) Le statut officiel du blason reste à déterminer.       |

| Blason de Vilcey-sur-Trey | Blason  | D'azur au chevron renversé d'or soutenu d'une fasce ondée d'argent chargée d'une flèche de gueules. |
| Blason de Vilcey-sur-Trey | Détails | Le statut officiel du blason reste à déterminer.                                                    |

| Blason de Villacourt | Blason  | Parti d'or et d'azur au lion brochant de l'un en l'autre, lampassé de gueules. |
| Blason de Villacourt | Détails | Le statut officiel du blason reste à déterminer.                               |

| Blason de Ville-au-Val | Blason  | D'azur au sautoir d'or.                          |
| Blason de Ville-au-Val | Détails | Le statut officiel du blason reste à déterminer. |

| Blason de Ville-en-Vermois | Blason  | D'azur au bâton d'argent, mouvant de la pointe, posé en pal et sur lequel s'enroule un serpent du même, accompagné de quatre étoiles d'or. |
| Blason de Ville-en-Vermois | Détails | Le statut officiel du blason reste à déterminer.                                                                                           |

| Blason de Ville-Houdlémont | Blason  | D'or à la bande de gueules chargée de trois alérions d'argent, accostée de deux cotices ondées, celle de dextre d'azur et celle de senestre de sinople, le tout accosté de deux étoiles à huit branches d'azur. |
| Blason de Ville-Houdlémont | Détails | Le statut officiel du blason reste à déterminer. |

| Blason de Ville-sur-Yron | Blason  | D'or à trois fasces d'azur à la bande d'argent chargée d'un cœur de gueules entre deux roses de même. |
| Blason de Ville-sur-Yron | Détails | Le statut officiel du blason reste à déterminer.                                                      |

| Blason de Villecey-sur-Mad | Blason  | D'azur à une fasce ondée d'argent accompagnée en chef d'un Saint Gorgon d'or, au chevron renversé de même brochant sur le tout. |
| Blason de Villecey-sur-Mad | Détails | adopté en 1983 . |

| Blason de Villers-en-Haye | Blason  | D'azur au chevron d'argent, accompagné de trois losanges d'or. |
| Blason de Villers-en-Haye | Détails | Le statut officiel du blason reste à déterminer.               |

| Blason de Villers-la-Chèvre | Blason  | Parti au 1er coupé de gueules au franc-quartier d'argent chargé d'une tête de bouc de sable et palé d'argent et de gueules de six pièces, au 2e d'argent à trois roses de gueules tigées et feuillées de sinople. |
| Blason de Villers-la-Chèvre | Détails | Armes parlantes. (chèvre) Le statut officiel du blason reste à déterminer. |

| Blason de Villers-la-Montagne | Blason  | D'azur à deux barbeaux adossés d'or accostés de deux croix de Lorraine de même et accompagnés en chef et en pointe de deux croix recroisetées d'argent. |
| Blason de Villers-la-Montagne | Détails | Le statut officiel du blason reste à déterminer. |

| Blason de Villers-le-Rond | Blason  | De pourpre au chevron renversé d’or accompagné en chef d’un annelet du même.                                                                                           |
| Blason de Villers-le-Rond | Détails | Armes parlantes (Villers-le-Rond). Différences entre dessin et blasonnement : le chevron ci-contre est un chevronnel. Le statut officiel du blason reste à déterminer. |

| Blason de Villers-lès-Moivrons | Blason  | D'azur au sautoir d'argent à la bordure d'or.    |
| Blason de Villers-lès-Moivrons | Détails | Le statut officiel du blason reste à déterminer. |

| Blason de Villers-lès-Nancy | Blason  | D'argent, à la crosse abbatiale d'azur posée en pal, accostée de deux étoiles à cinq rais de même ; sur le tout, d'or à la bande de gueules chargée de trois alérions d'argent (qui est de Lorraine) ; à la chape d'azur semée à dextre de croix recroisetées au pied fiché d'or, à la tour crénelée de même, ouverte, ajourée et maçonnée de sable brochant sur le tout, chargée à senestre d'une grappe de raisin fruitée, tigée, feuillée et vrillée également d'or, nervée de sable, les vrilles formant en chef la lettre « V ». |
| Blason de Villers-lès-Nancy | Détails | Création par les "Amis de l'Histoire de Villers". Adopté le 24 octobre 1977. |

| Blason de Villers-sous-Prény | Blason  | Écartelé de Lorraine, et d'azur à un M antique d'or accompagné de trois étoiles à six branches de même ; et sur le tout d'azur à la tour d'argent posée sur une terrasse de sinople. |
| Blason de Villers-sous-Prény | Détails | * Il y a là non-respect de la règle de contrariété des couleurs : ces armes sont fautives (sinople sur azur). Le statut officiel du blason reste à déterminer.                       |

| Blason de Villerupt | Blason  | Parti: au 1er mi-parti d'azur à deux bars adossés d'or, accostés de deux croix de Lorraine du même et accompagnés en chef et en pointe de deux croisettes recroisetées d'argent, au 2e d'or au haut-fourneau de sable, maçonné du champ, enflammé de gueules, posé sur une terrasse de sable chargée d'une coulée de gueules. |
| Blason de Villerupt | Détails | Différences entre dessin et blasonnement. Le statut officiel du blason reste à déterminer. |

| Blason de Villette | Blason  | De gueules à neuf mouchetures d'hermines d'or posées 4, 3, 2 ; au chef d'argent chargé de trois annelets de sable. |
| Blason de Villette | Détails | Officiel, adopté le 21 juin 2012, créé par D. Larcher                                                              |

| Blason de Villey-le-Sec | Blason  | D'azur à la bande cousue de gueules chargée de la lettre capitale V entre une tête de crosse en chef et une croix de Lorraine en pointe, le tout d'or et posé à plomb, accompagnée en chef d'une tour d'argent, et en pointe d'une église de même.                                  |
| Blason de Villey-le-Sec | Détails | * Ces armes emploient le terme « cousu » dans le seul but de contrevenir à la règle de contrariété des couleurs : elles sont fautives : gueules sur azur. Conflit héraldique : la tour est représentée également ajourée de sable. Le statut officiel du blason reste à déterminer. |

| Blason de Villey-Saint-Étienne | Blason  | Parti d’azur et d'or au léopard brochant de l'un en l'autre; au chef parti d'or à trois têtes de lions de gueules lampassées et couronnées d'argent et d'azur à trois cailloux d'argent. |
| Blason de Villey-Saint-Étienne | Détails | Le statut officiel du blason reste à déterminer. |

| Blason de Virecourt | Blason  | De gueules à la croix de Malte d'argent entourée d’une cordelette de sable* mise en orle.                                                  |
| Blason de Virecourt | Détails | * Il y a là non-respect de la règle de contrariété des couleurs : ces armes sont fautives (sable sur gueules). Adopté par la municipalité. |

| Blason de Viterne | Blason  | D'azur au chevron d'argent, accompagné en chef de deux roses de même et en pointe d'un lion d'or. |
| Blason de Viterne | Détails | Le statut officiel du blason reste à déterminer.                                                  |

| Blason de Vitrey | Blason  | D'or au lion de sable.                           |
| Blason de Vitrey | Détails | Le statut officiel du blason reste à déterminer. |

| Blason de Vitrimont | Blason  | De gueules à trois chevrons d'or accompagnés de deux étoiles en chef et d'un croissant en pointe le tout d'argent, au chef d'azur chargé d'un lévrier d'argent, colleté de gueules. |
| Blason de Vitrimont | Détails | * Il y a là non-respect de la règle de contrariété des couleurs : ces armes sont fautives (azur sur gueules). Le statut officiel du blason reste à déterminer.                      |

| Blason de Vittonville | Blason  | D'azur au chevron d'or accompagné en chef de deux molettes d'argent et en pointe d'un lion d'or armé et lampassé de gueules à la bordure engrêlée d'or. |
| Blason de Vittonville | Détails | Le statut officiel du blason reste à déterminer. |

| Blason de Viviers-sur-Chiers | Blason  | D'azur à trois poissons courbés d'or appointés et posés en pairle. |
| Blason de Viviers-sur-Chiers | Détails | Création Dominique Larcher. Adopté en mars 2012.                   |

| Blason de Voinémont | Blason  | Écartelé : au premier d'argent aux quatre lionceaux de gueules, armés, lampassés et couronnés d'or, au deuxième losangé de gueules et d'or, au troisième de gueules aux deux saumons adossés d'argent accompagnés de quatre croisettes recroisetées au pied fiché du même, au quatrième d'or au lion de sable. |
| Blason de Voinémont | Détails | Le statut officiel du blason reste à déterminer. |

| Blason de Vroncourt | Blason  | D'azur à trois lionceaux d'or.                   |
| Blason de Vroncourt | Détails | Le statut officiel du blason reste à déterminer. |

Pas d'information pour les communes suivantes : Ville-au-Montois 
- Haut – A
- B
- C
- D
- E
- F
- G
- H
- I
- J
- K
- L
- M
- N
- O
- P
- Q
- R
- S
- T
- U
- V
- W
- X
- Y
- Z

## W
| Blason de Waville | Blason  | D'azur à Saint Gorgon à cheval, armé de pied en cap et terrassé d'or ; au chef de gueules* chargé de trois grappes de raisin feuillées d'argent. |
| Blason de Waville | Détails | * Il y a là non-respect de la règle de contrariété des couleurs : ces armes sont fautives (gueules sur azur).                                    |

- Haut – A
- B
- C
- D
- E
- F
- G
- H
- I
- J
- K
- L
- M
- N
- O
- P
- Q
- R
- S
- T
- U
- V
- W
- X
- Y
- Z

## X
| Blason de Xammes | Blason  | Ecartelé en sautoir d'azur à une sirène d'argent tenant à la main une lampe antique d'or allumée de gueules ; et d'argent au dragon ailé de gueules. |
| Blason de Xammes | Détails | Le statut officiel du blason reste à déterminer. |

| Blason de Xermaménil | Blason  | De gueules au fer de moulin d'argent accompagné de quatre croisettes pommetées au pied fiché de même. |
| Blason de Xermaménil | Détails | Le statut officiel du blason reste à déterminer.                                                      |

| Blason de Xeuilley | Blason  | D'or à la bande de gueules chargée de trois alérions d'argent, accompagnée en chef de deux masses passées en sautoir et d'une pelle en pal brochant, et en pointe d'un panier d'osier contenant une gerbe de blé, le tout aussi de gueules. |
| Blason de Xeuilley | Détails | Conflit héraldique : le dessin ne montre que deux alérions. Le statut officiel du blason reste à déterminer. |

| Blason de Xirocourt | Blason  | De gueules à deux épis de blé d'or en sautoir accostés de deux mirabelles de même feuillées de sinople, surmontés d'une croix de Lorraine d'or et soutenus d'un pont d'argent sur une rivière ondée d'azur mouvant de la pointe. |
| Blason de Xirocourt | Détails | * Il y a là non-respect de la règle de contrariété des couleurs : ces armes sont fautives (azur sur gueules). Le statut officiel du blason reste à déterminer.                                                                   |

| Blason de Xivry-Circourt | Blason  | Parti au 1er coupé de gueules au franc-quartier d'argent chargé d'une tête de bouc de sable et palé d'argent et de gueules de six pièces, au 2e d'argent à une branche de sinople chargée de deux roses de gueules et d'une merlette de sable perchée sur le haut de la branche. |
| Blason de Xivry-Circourt | Détails | Conflit héraldique : la merlette est représentée d'or. Le statut officiel du blason reste à déterminer. |

| Blason de Xonville | Blason  | Tiercé en pairle, au 1er de sinople à un rencontre de bœuf d'argent, au 2e d'or à deux fasces de gueules, et au 3e d'azur au lion d'or armé et lampassé de gueules. |
| Blason de Xonville | Détails | Création Dominique Larcher. Adopté le 4 octobre 2003. |

| Blason de Xousse | Blason  | D'azur au lion d'or, au chef cousu de gueules chargé d'une croix pattée d'argent accompagnée de deux besants de même.                                           |
| Blason de Xousse | Détails | * Il y a là non-respect de la règle de contrariété des couleurs : ces armes sont fautives ( gueules sur azur). Le statut officiel du blason reste à déterminer. |

| Blason de Xures | Blason  | Écartelé d'azur à une clef d'or et une épée d'argent passées en sautoir, et d'argent à l'aigle de sable colletée d'une couronne d'or. |
| Blason de Xures | Détails | Le statut officiel du blason reste à déterminer.                                                                                      |

- Haut – A
- B
- C
- D
- E
- F
- G
- H
- I
- J
- K
- L
- M
- N
- O
- P
- Q
- R
- S
- T
- U
- V
- W
- X
- Y
- Z